# Североуральск
Североура́льск — город областного подчинения в Свердловской области России, административный центр Североуральского муниципального округа.
Образован в 1944 году из промышленного посёлка Петропавловского, основанного в 1758 году. Североуральск — центр добычи и переработки бокситов. Месторождение бокситов «Красная Шапочка» было открыто в 1931 году инженером-геологом Николаем Каржавиным.

## Физико-географические сведения

### Географическое положение
Североуральск расположен на левом берегу реки Вагран (бассейн Оби), в 445 километрах к северу от Екатеринбурга по автомобильной дороге. Расстояние по прямой линии от Екатеринбурга до Североуральска — 363 километра.

### Часовой пояс
Город Североуральск, как и вся Свердловская область, находится в часовой зоне МСК+2. Смещение применяемого времени относительно UTC составляет +5:00.

### Рельеф и геологическое строение
Город расположен на левом берегу реки Вагран, на восточных склонах Северного Урала в месте слияния её с Колонгой. Рельеф местности холмистый, местами сглаженный. Вдоль правых берегов Ваграна проступают скалистые уступы (скалы Три Брата и другие). Высота над уровнем моря — 194 метра.
В геологическом строении участвуют осадочные, вулканогенные и метаморфические породы широкого возрастного диапазона — от верхнего протерозоя (образовавшиеся 1650—570 млн лет назад) до верхнего девона и кайнозоя (66 млн лет назад до наст. времени). Североуральск расположен на границе существовавшего 350—285 млн лет назад в этом регионе древнего Уральского океана, который периодически то подступал, то отступал, что обуславливает характерные формы рельефа: впадины, мелководные терригенные и карбонатные платформы. Несмотря на бывшее активное участие Урала в горобразовательных процессах, в пределах Североуральского округа, породные комплексы не подвергнуты складчатым дислокациям, а имеют моноклинальное восточное падение. Несмотря на довольно древний возраст (400—360 млн лет), характеризующийся спокойным субплатформенным режимом развития, в них отсутствуют следы термического и динамического изменения. Североуральский район представляет собой жёсткий сегмент земной коры, стабильный уже в течение примерно 400 млн лет, что благоприятствовало образованию крупнейшего в России месторождения бокситовых руд.

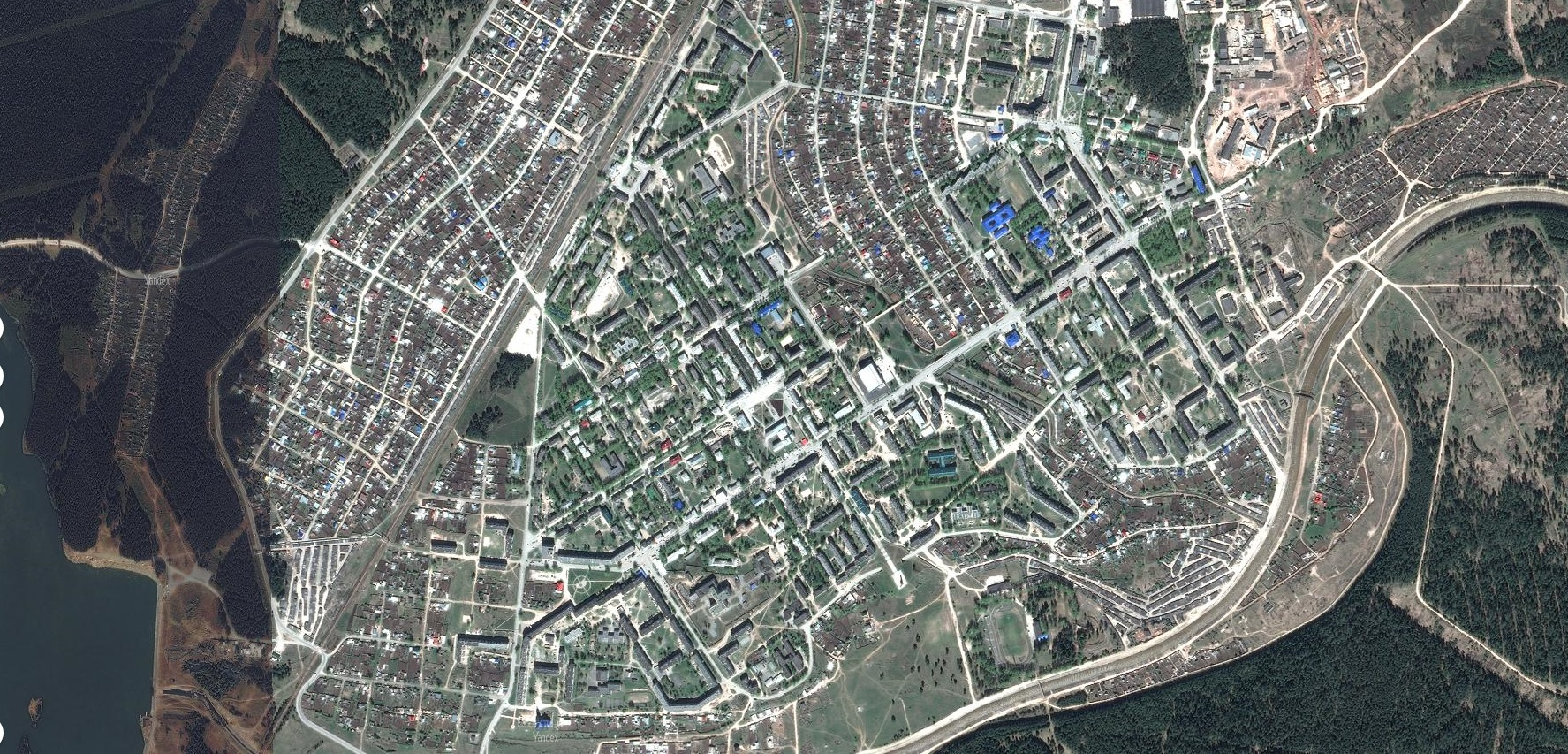
Североуральск из космоса
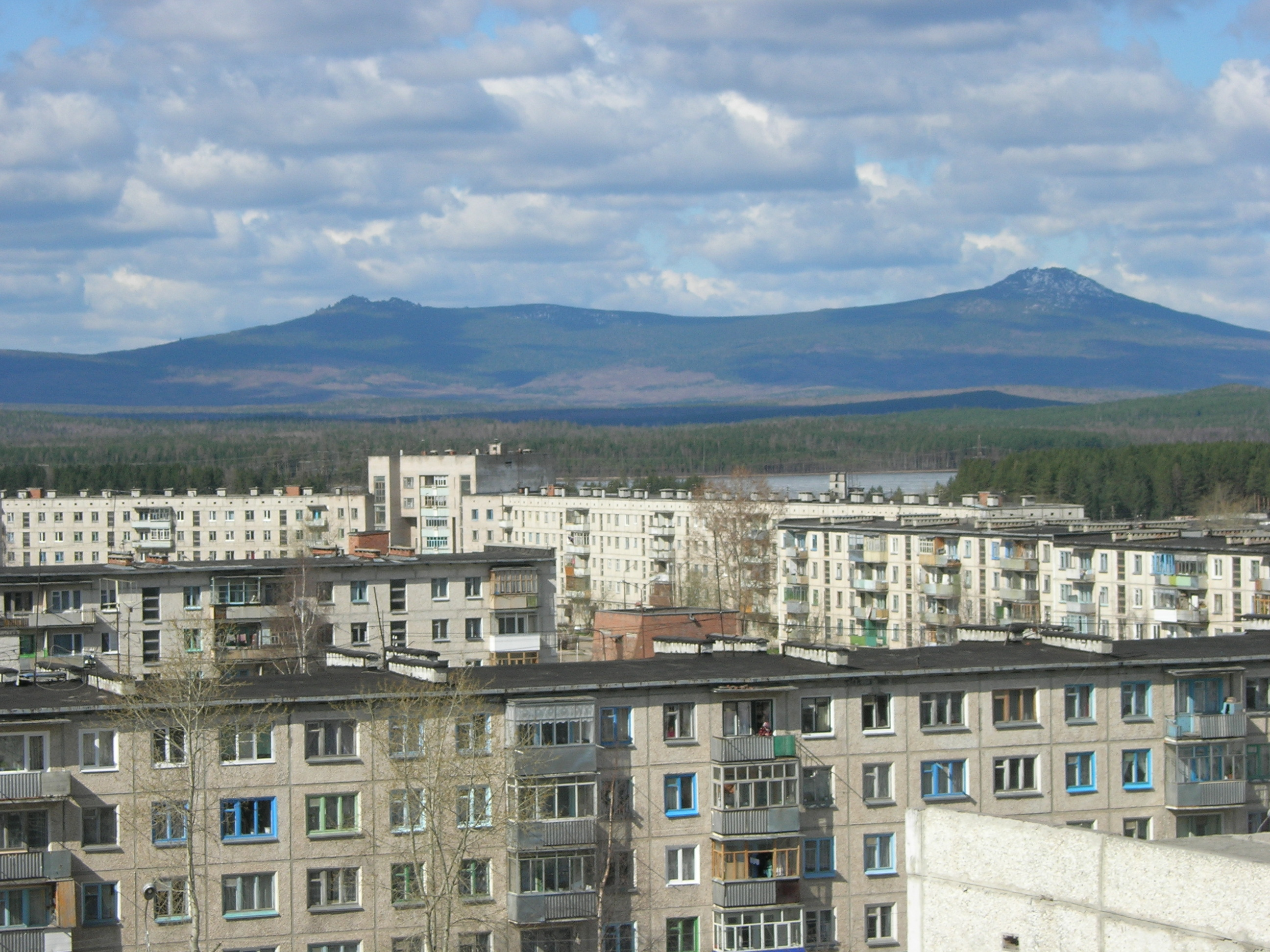
Горы Кумба Информация по обращению с коммунальными (в том числе с твёрдыми коммунальными) отходами не полная, ввиду того, что отсутствуют сведения об отходах, поступивших на объекты размещения коммунальных отходов, эксплуатирующие организации которых не представили в установленные сроки Технический отчёт, и на объекты размещения отходов, не имеющие эксплуатирующей организации.
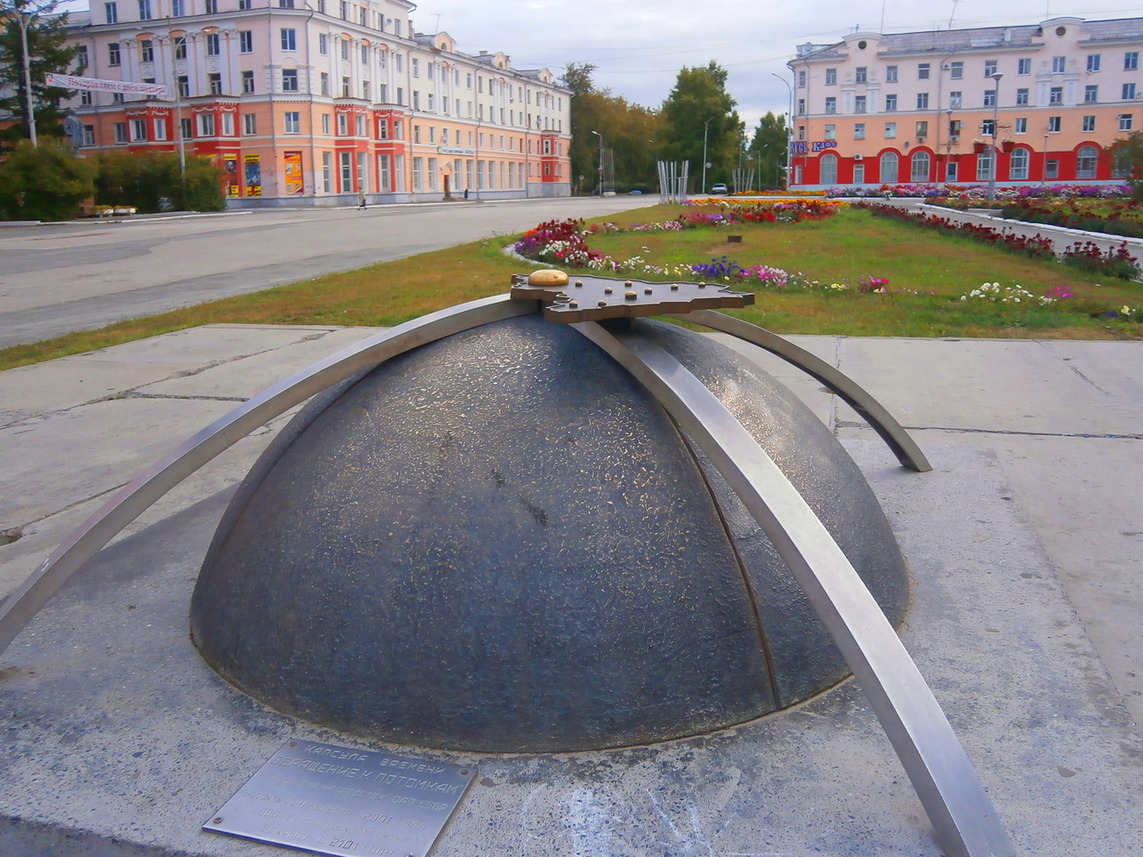
Площадь Мира в Североуральске
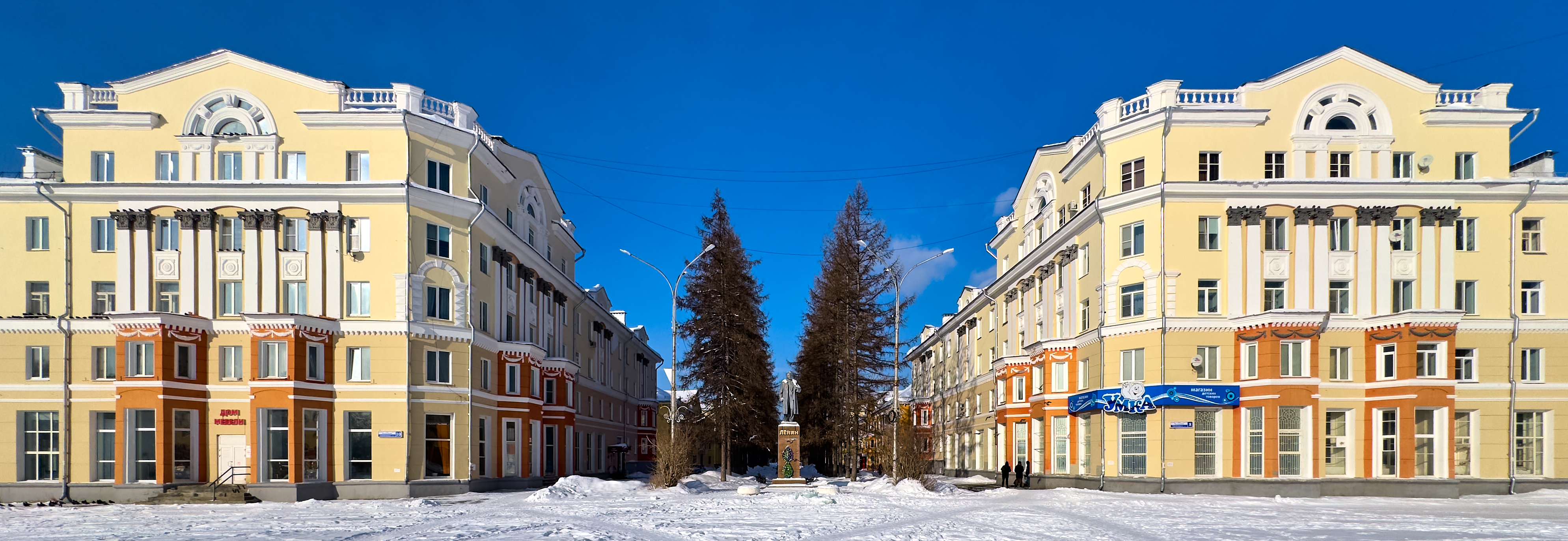
Площадь мира зимой
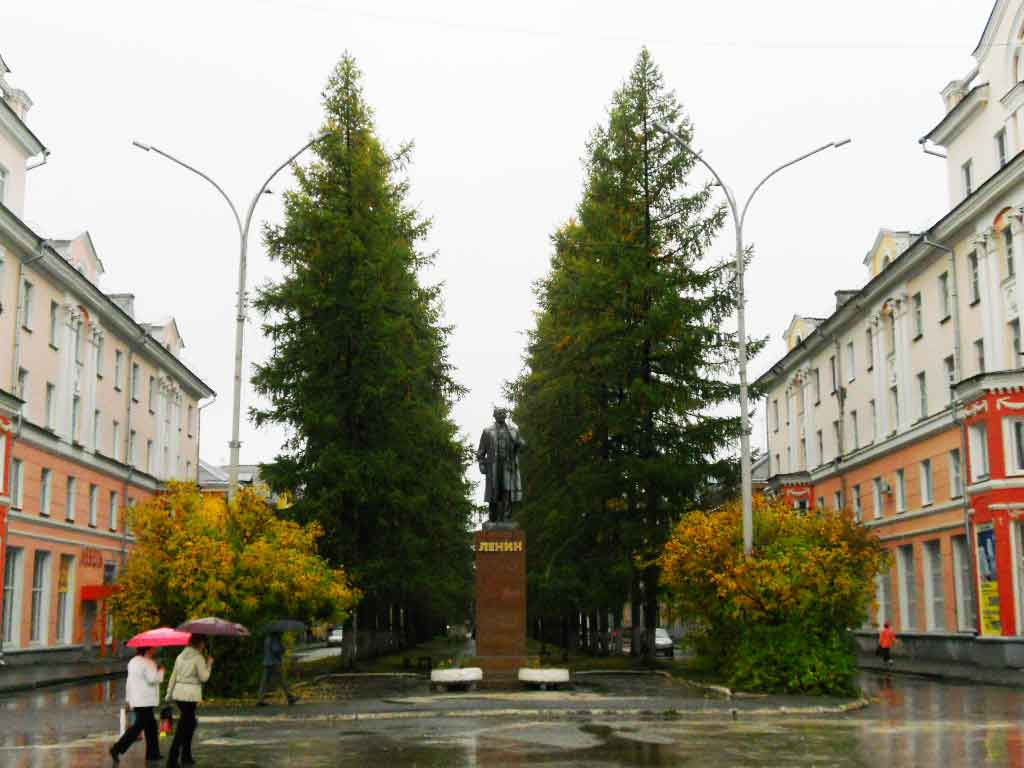
Начало улицы Мира — лиственничная аллея
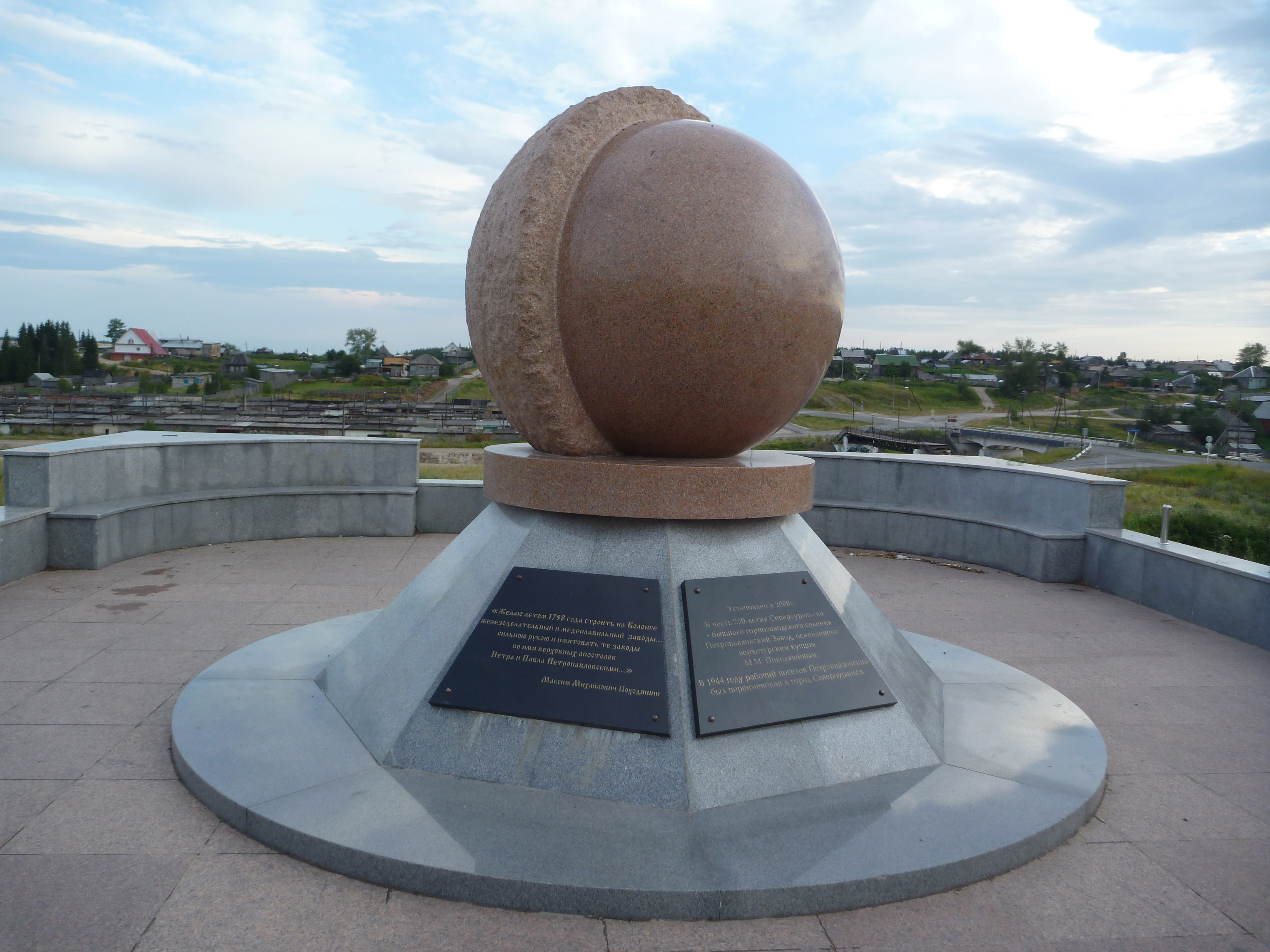
Памятник в честь основания Североуральска
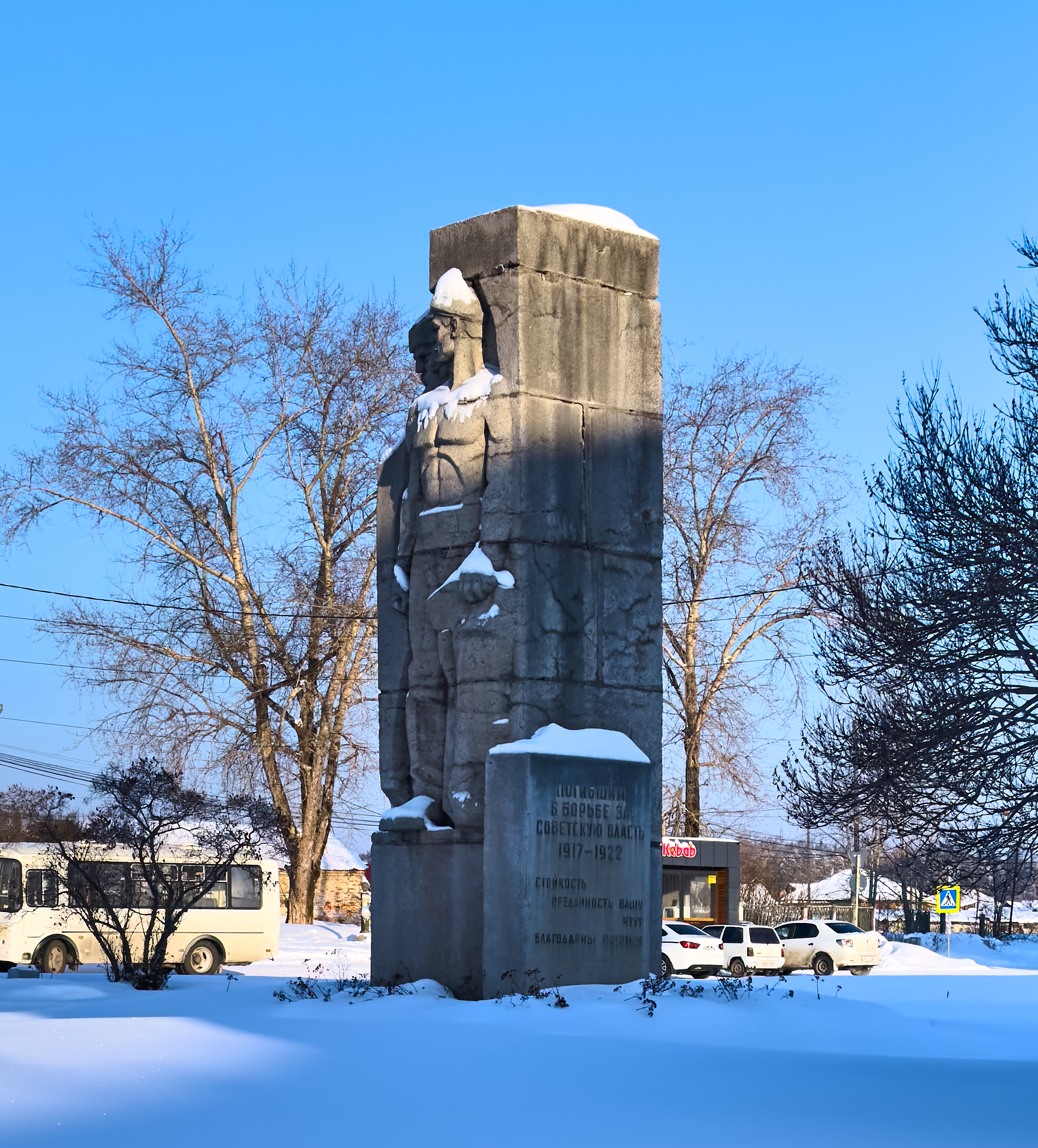
Памятник Борцам Революции на Привокзальной площади
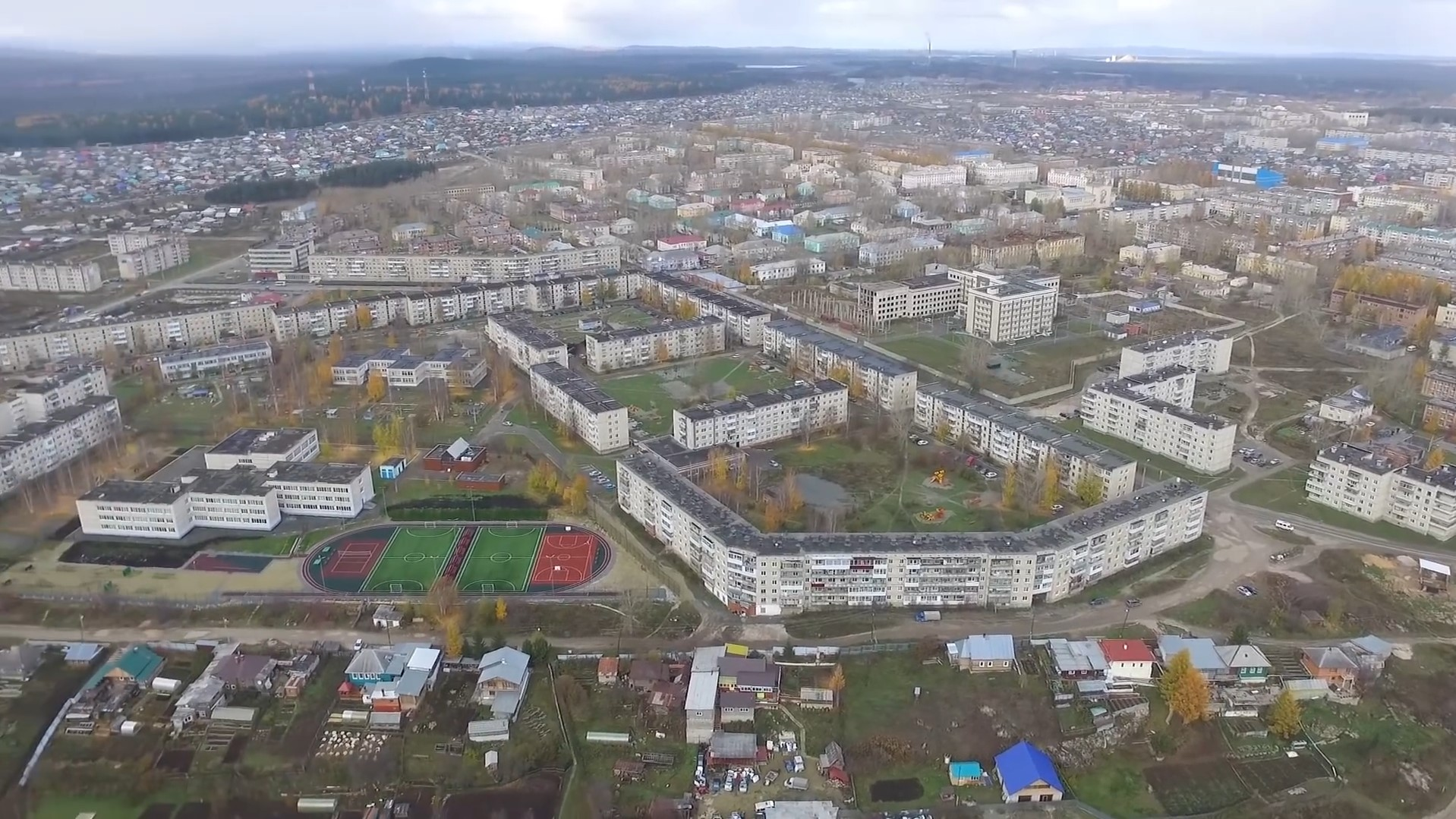
7-й микрорайон; сентябрь 2016

- Горы Кумба (справа) и Золотой Камень
- Североуральск с высоты птичьего полёта

### Климат
Североуральск подвержен влиянию резко континентального климата, что обусловлено его географическим положением и орографией: с запада тёплым атлантическим массам воздуха преграждают путь Уральские горы, а северные массы арктического холодного воздуха проникают в район с равнин Западно-Сибирской равнины. Среднегодовая температура воздуха колеблется в пределах от −0,3 до 0 °C. Самое холодное время года — декабрь и январь; температура в эти месяцы достигает −52 и −48.8 °C, а средняя в пределах −16 — −18 °C, за 2 эти самых холодных месяца он достигает −50.4, абсолютный минимум декабря в Североуральске такой же, как ноября в Коми, при этом средний зимний минимум по месяцам равен −49, что делает его выдающимся низким по меркам любого нахождения к югу, за январь-февраль минимум в среднем равен −49.1, а вне января зимой −47.5, при этом за зарегистрированный период измерения февраль самый мягкий зимний месяц с минимумом всего −46.2, что на +2.6 С выше декабрьского. Самый тёплый месяц — июль (максимальная температура — +37 °C; средняя — +17 °C). Абсолютный перепад температур года по Североуральску теоретически может достичь 93.
Среднегодовое количество осадков — 560 мм (в некоторые годы до 700—800 мм). Из них 65 % приходится на май и летние месяцы. Снежный покров окончательно устанавливается в октябре, полностью сходит в мае. Средняя его высота — 40—50 см. В долинах мощность покрова достигает 80 — 100 см и более. Большую часть осадков приносят западные циклоны. Летом осадки образуются из местных испарений, поднимающихся от поверхности и конденсирующихся при вторжении холодных арктических масс.
Преобладающее направление ветра в зимний период — северное и юго-западное, летом — западное и северо-западное. Средняя годовая скорость ветра — 2 м/сек, редко порывы ветра достигают 16—20 м/сек.
Годовые показатели температуры воздуха и осадков:
| Показатель                    | Янв.  | Фев.  | Март  | Апр. | Май   | Июнь | Июль | Авг. | Сен. | Окт.  | Нояб. | Дек.  | Год   |
| ----------------------------- | ----- | ----- | ----- | ---- | ----- | ---- | ---- | ---- | ---- | ----- | ----- | ----- | ----- |
| Абсолютный максимум, °C       | 5,5   | 7     | 15,5  | 26   | 34    | 35   | 36,4 | 34   | 30,8 | 23    | 9,2   | 6     | 36,4  |
| Средний суточный максимум, °C | −14   | −9,5  | −2,2  | 7,2  | 14,3  | 19,5 | 22,1 | 20,2 | 13,2 | 3,6   | −5,2  | −12,4 | 3,1   |
| Средняя температура, °C       | −18,4 | −15,8 | −7,6  | 1,9  | 8     | 14,4 | 16,8 | 12,8 | 8,4  | −0,4  | −10,3 | −15,8 | −0,5  |
| Средний суточный минимум, °C  | −23,5 | −21,6 | −12,6 | −3,8 | 2,4   | 9,3  | 11,9 | 9    | 3,8  | −3,3  | −15,6 | −21   | −4,3  |
| Абсолютный минимум, °C        | −52   | −46,2 | −45   | −29  | −15,4 | −4,1 | 0    | −2,2 | −9,4 | −28,6 | −45   | −48,8 | −52   |
| Норма осадков, мм             | 4,5   | 4,4   | 5,6   | 7,9  | 12,3  | 18,9 | 22,9 | 19,6 | 14,5 | 9,8   | 6,2   | 4,9   | 131,5 |

Среднегодовое давление составляет 98 кПа (735 мм рт. ст).

### Экологическая обстановка

#### Качество атмосферного воздуха
Североуральск расположен в удалении от таких крупных промышленных районов Свердловской области, как Екатеринбург, Каменск-Уральский и Нижний Тагил, и отличается в целом благоприятными экологическими показателями. Однако присутствие в окрестностях добывающих предприятий оказывает некоторое воздействие на состояние окружающей среды. Суммарное количество выбросов в атмосферу от двух ведущих предприятий города: ОАО «СУБР» и ОП «Североуральское» ООО «РТК» в 2004 году составило 2190 тыс. тонн, (97 % от суммарных выбросов всех предприятий города; 0,7 % от выбросов по Северному управленческому округу). Степень улавливания загрязняющих веществ по городу составляет 56,0 %.
Основными загрязнителями атмосферного воздуха территории являются пыль, двуокись азота, сернистый ангидрид, сажа, оксид углерода, предельные углеводороды, взвешенные вещества, свинец, марганец, серная кислота, фториды, бензол, ксилол, толуол.
Загрязнение атмосферы при осуществлении горного производства происходит за счёт рудничного воздуха из подземных выработок, ветровой эрозии и пыления поверхностных отвалов, полигонов, сухой поверхности шламохранилищ, массовых взрывов, работы тяжёлого автотранспорта. Негативный вклад вносят также расположенные в окрестностях города 3 котельных установки, из которых 2 работают на газовом топливе, а одна на мазуте (в пос. Покровск-Уральский). Тем не менее высокое качество сжигания топлива на данных котельных обеспечивает минимальное воздействие на окружающую среду. По сравнению с другими городами Свердловской области Североуральск по чистоте воздуха выглядит предпочтительнее, так как всё основное производство сосредоточено в подземных выработках шахт, отсутствуют такие крупные источники выбросов как металлургические, машиностроительные заводы.
Основной вклад в суммарный выброс загрязняющих веществ от стационарных источников вносили предприятия по добыче полезных ископаемых и предприятия по производству и распределению электроэнергии. На территории Североуральского городского округа загрязнение атмосферы в 2017—2018 году связано с тремя предприятиями:
| № строки | Наименование предприятия                                                       | Выброс в атмосферу (тыс. т) | Выброс в атмосферу (тыс. т) |
| -------- | ------------------------------------------------------------------------------ | --------------------------- | --------------------------- |
| № строки | Наименование предприятия                                                       | 2017                        | 2018                        |
| 1        | ОАО «Севуралбокситруда»                                                        | -                           | 0,05                        |
| 2        | МУП «Комэнергоресурс»                                                          | 0,9                         | 0,9                         |
| 3        | Цех Северный медно-цинковый рудник ОАО «Святогор» Ново-Шемурское месторождение | 1,26                        | 0,82                        |

В 2018 г. по сравнению с 2017 г. уменьшились выбросы загрязняющих веществ на предприятиях:
1. ОАО «Севуралбокситруда» — снижение выбросов на 0,05 тыс. т (на 8,3 % меньше, чем в 2017 году) за счёт снижения выбросов в периоды неблагоприятных метеорологических условий;
2. Цех Северный медно-цинковый рудник ОАО «Святогор» Ново-Шемурское месторождение — снижение выбросов на 0,44 тыс. т (на 34,9 % меньше, чем в 2017 году) в связи с проведением инвентаризации источников выбросов и разработкой нового тома предельно допустимых выбросов[7].

#### Вода
В Североуральске основными водными объектами являются реки Вагран, Колонга, Сарайная, Коноваловка и Колонгинское водохранилище. Главный источник питьевого водоснабжения — Северо-Восточный дренажный узел (СВДУ), подземный источник водоснабжения. Качество воды с СВДУ очень высокое, практически отсутствуют какие-либо загрязнения и примеси, что обусловлено особенностями гидрогеологического строения местности и отсутствием промышленных источников загрязнения в районе скважин. Вода СВДУ имеет повышенную жёсткость, присущую подземным водам, порядка 4,2-4,6 мг-экв/л, по сравнению с поверхностными источниками. Однако это укладывается в норматив для питьевой воды (до 7 мг-экв/л). Вода с СВДУ перед подачей в сеть только обеззараживается хлором. В южную часть города вода подаётся с реки Вагран. Соотношение подаваемой питьевой воды в город — 15 % с Ваграна, 85 % с СВДУ. В своём течении до Североуральска на Вагран практически не оказывается никакого техногенного воздействия за исключением небольших золотодобывающих приисков в верховьях. В загрязнении поверхностных вод определённую роль играют дренажные и сточные воды шахт и очистных сооружений. Водоотведение осуществляется также в поверхностные водотоки. Из общего объёма водоотведения объём коллекторно-дренажных вод составил в 2002 г. — 80 536 тыс. м³ (59 % от общего объёма водоотведения), вод, попутно забранных при добыче полезных ископаемых — 46 960 тыс. м³ (35 %), загрязнённых шахтных вод — 3,0 тыс. м³, хозяйственно-бытовых сточных вод — 8378 тыс. м³ (6 %). 
Резко негативное воздействие испытывает впадающая в Вагран в черте города речка Сарайная, используемая шахтами для сбросов промышленных вод после очистных сооружений, а в черте города загрязняемая бытовыми отходами, что привело к полному исчезновению в ней рыбы.
Особенностью района является уникальная гидротехническая система ОАО «СУБР», построенная в 60-х годах для предотвращения затопления шахт подземными водами. Все реки в пределах города и в его окрестностях переведены в бетонные русла, создана сеть искусственных каналов, имеется система шлюзов и водохранилищ с регулируемым водопритоком. В общей сложности система включает в себя десятки километров искусственных рек и каналов, два специально созданных водохранилища — Колонгинское и Кальинское, трёхступенчатый шлюзовый комплекс на р. Вагран. Параллельно р. Вагран от окрестностей пос. Бокситы (7 км от города) и в городской черте проложен дублирующий канал, который используется для регулирования водопритока и для ремонта основного русла реки. В связи с истечением расчётного ресурса бетонного русла реки, в последнее время участились случаи провалов бетонной «рубашки».
Природное несоответствие качества подземных вод на водозаборах хозяйственно-питьевого назначения на территории Североуральского городского округа заключается в превышении железа Fe по своему содержанию ПДК по СанПиНу 2.1.4.1074-01.
- Шлюзы на реке Вагран
- Колонгинское водохранилище
- Канал из Колонгинского водохранилища в месте впадения в дублирующий канал реки Вагран
- Слияние рек Вагран и Колонга
- Мост через Колонгу на улице Куйбышева

#### Отходы
| Номер строки | Наименование муниципального образования | Образовано отходов (тыс. т) | Образовано отходов (тыс. т) | Образовано отходов (тыс. т) | Образовано отходов (тыс. т) | Образовано отходов (тыс. т) | Образовано отходов (тыс. т) | Размещено и временно складировано отходов (тыс. т) | Размещено и временно складировано отходов (тыс. т) | Размещено и временно складировано отходов (тыс. т) | Размещено и временно складировано отходов (тыс. т) | Размещено и временно складировано отходов (тыс. т) | Размещено и временно складировано отходов (тыс. т) |
| ------------ | --------------------------------------- | --------------------------- | --------------------------- | --------------------------- | --------------------------- | --------------------------- | --------------------------- | -------------------------------------------------- | -------------------------------------------------- | -------------------------------------------------- | -------------------------------------------------- | -------------------------------------------------- | -------------------------------------------------- |
| Номер строки | Наименование муниципального образования | 2017                        | 2017                        | 2017                        | 2018                        | 2018                        | 2018                        | 2017                                               | 2017                                               | 2017                                               | 2018                                               | 2018                                               | 2018                                               |
| Номер строки | Наименование муниципального образования | всего                       | коммунальных, всего*        | из них ТКО                  | всего                       | коммунальных, всего*        | из них ТКО                  | всего                                              | коммунальных, всего*                               | из них ТКО                                         | всего                                              | коммунальных, всего*                               | из них ТКО                                         |
| 1            | Североуральский ГО                      | 17 390,25                   | 16,14                       | 15,37                       | 16 558,06                   | 15,79                       | 15,18                       | 17 152,45                                          | 15,94                                              | 15,33                                              | 16 387,16                                          | 15,88                                              | 15,35                                              |

* Информация по обращению с коммунальными (в том числе с твёрдыми коммунальными) отходами не полная, ввиду того, что отсутствуют сведения об отходах, поступивших на объекты размещения коммунальных отходов, эксплуатирующие организации которых не представили в установленные сроки Технический отчёт, и на объекты размещения отходов, не имеющие эксплуатирующей организации.
Основной источник образования, утилизации и размещения отходов в 2017—2018 годах в Североуральском городском округе — ОАО «Святогор».
| Предприятие    | Образовано | Образовано | Образовано  | Утилизировано, обезврежено | Утилизировано, обезврежено | Утилизировано, обезврежено | Размещено и временно складировано отходов | Размещено и временно складировано отходов | Размещено и временно складировано отходов |
| -------------- | ---------- | ---------- | ----------- | -------------------------- | -------------------------- | -------------------------- | ----------------------------------------- | ----------------------------------------- | ----------------------------------------- |
| Предприятие    | 2017 г.    | 2018 г.    | % к 2017 г. | 2017 г.                    | 2018 г.                    | % к 2017 г.                | 2017 г.                                   | 2018 г.                                   | % к 2017 г.                               |
| ОАО «Святогор» | 18 815,6   | 17 934,5   | 95,3        | 247,7                      | 220                        | 88,8                       | 18 577,2                                  | 17 715,8                                  | 95,4                                      |

Северный медно-цинковый рудник ОАО «Святогор», осуществляя разработку Ново-Шемурского месторождения, снизил объёмы образования и размещения отходов на 884,6 тыс. т (на 5,3 %) и 800,7 тыс. т (на 4,9 %) соответственно согласно плану горных работ. Объём утилизации скальных вскрышных пород для получения щебня и скального строительного грунта снизился на 77,7 тыс. т (на 56,4 %) вследствие окончания строительства очистных сооружений карьерных и подотвальных вод.
АО «Севуралбокситруда» увеличило объёмы образования и размещения отходов (в основном вмещающей (пустой) породы при проходке подземных горных выработок) на 27,9 тыс. т (на 3,7 %) и 36 тыс. т (на 5,5 %) соответственно в связи с увеличением объёмов производства.

#### Развитие сети особо охраняемых природных территорий
Государственный природный заповедник «Денежкин Камень» был создан в 1946 году на площади 121 800 га. В 1961 году реорганизован в государственное промысловое хозяйство с разрешением традиционных промыслов (охоты, сбора кедрового ореха, ягод). Заповедник «Денежкин Камень» был воссоздан постановлением Совета Министров РСФСР от 16.08.1991 № 431 на площади 78 192 га. После проведённых землеустроительных и кадастровых работ и в результате уточнения границ площадь заповедника составила 80 135,01 га. Площадь охранной зоны — 18 351 га.
Заповедник расположен на территории Североуральского МО, в 40 километрах к северо-западу от Североуральска. Лесничество "Государственный природный заповедник «Денежкин Камень» образовано без разделения на участковые лесничества. Своё название заповедник получил от наименования горного массива Денежкин Камень (максимальная высота — 1492 метра над уровнем моря).
Заповедник «Денежкин Камень» находится на восточном склоне Главного Уральского хребта, на пересечении не только ареалов некоторых животных, но и различных типов экосистем. Здесь сохранились крупные участки первичной горной тайги, являющиеся резерватом для многих особо ценных, редких и эндемичных видов уральской горнотаёжной флоры и фауны.
Рельеф типичный среднегорный с максимальными абсолютными отметками горных хребтов 1200—1492 метра и относительными превышениями порядка 900—1100 метров. Климат заповедника — континентальный. Наиболее крупные реки заповедника: Тальтия, Шегультан и Сосьва с притоками. Суммарная протяжённость рек в заповеднике — 505 километров.
Покрытая лесом площадь составляет 89,9 % территории заповедника. Большая часть лесной площади занята темнохвойной смешанной пихтово-кедрово-еловой тайгой. Благодаря горному ландшафту заповедник имеет разнообразный растительный покров. Хорошо выражена вертикальная поясность, различаются 3 пояса растительности: горно-таёжный, субальпийский и подгольцовый. Значительная часть субальпийского пояса занята каменистыми россыпями. Фауна заповедника «Денежкин Камень» представлена типично таёжными видами.
Заповедник «Денежкин Камень» ведёт мониторинг природных комплексов, активно содействует внедрению ГИС технологий в заповедное дело. Заповедник сотрудничает с рядом научных и исследовательских учреждений: Институтом экологии растений и животных Уральского отделения Российской академии наук, Институтом систематики и экологии Сибирского отделения Российской академии наук, с ФГАОУ ВО «УрФУ имени первого Президента России Б. Н. Ельцина», с биологическим факультетом ФГБОУ ВО «Саратовский национальный исследовательский государственный университет имени Н. Г. Чернышевского», с ФГАОУ ВО «Национальный исследовательский Нижегородский государственный университет им. Н. И. Лобачевского», с Клубом юных зоологов ГАУ «Московский зоопарк».
В пожароопасный период 2018 года на территории заповедника «Денежкин Камень» лесных пожаров не зарегистрировано.

#### Радиационная обстановка
Североуральск расположен в зоне выхода на поверхность подземного газа радона, который может представлять опасность для здоровья населения при больших концентрациях. В 2003 году проведён ряд исследований воздуха на концентрацию радона, в результате чего было выявлено превышение нормы около 1 % на предприятии «СУБР» и в жилых помещениях.

## Население
| 1959    | 1967    | 1970    | 1979    | 1989    | 1992    | 1996    | 1998    | 2000    |
| ------- | ------- | ------- | ------- | ------- | ------- | ------- | ------- | ------- |
| 25 942  | ↗26 000 | ↗29 880 | ↗32 536 | ↗36 131 | ↗36 200 | ↘35 600 | ↘34 900 | ↘33 800 |
| 2001    | 2002    | 2003    | 2005    | 2006    | 2007    | 2008    | 2009    | 2010    |
| ↘33 400 | ↗34 673 | ↗34 700 | ↘33 500 | ↘33 000 | ↘32 500 | ↘31 900 | ↘31 471 | ↘29 263 |
| 2011    | 2012    | 2013    | 2014    | 2015    | 2016    | 2017    | 2018    | 2019    |
| ↗29 300 | ↘28 651 | ↘28 062 | ↘27 560 | ↘27 148 | ↘26 827 | ↘26 543 | ↘26 288 | ↘25 827 |
| 2020    | 2021    | 2023    |         |         |         |         |         |         |
| ↘25 567 | ↘24 428 | ↘24 029 |         |         |         |         |         |         |

На 1 января 2025 года по численности населения город находился на 585-м месте из 1124 городов Российской Федерации.
По данным переписи населения 1989 года, численность населения Североуральского городского Совета (включая посёлки, подчинённые городу) составляла 53 266 жителей. В самом городе Североуральске проживал 36 131 человек.
По данным переписи населения 2002 года, численность населения территории, подчинённой городу Североуральску (включая посёлки, подчинённые городской администрации), составляла 54 207 жителей, в том числе в собственно городе Североуральске — 34 673 жителя.
По данным переписи населения 2010 года, численность населения Североуральского городского округа составляла 44 776 жителей, в том числе в городе Североуральске — 29 263 жителей.
По оценке на 2015 год, численность населения Североуральского городского округа составила 41 849 жителей. В самом городе проживало 27 148 человек.
По данным переписи населения 2021 года, в Североуральском городском округе проживало 36 030 человек, в том числе в Североуральске — 24 428 человек.

## Административное устройство
| Посёлок            | Расстояние до города | Число жителей   |
| Калья              | 11 км                | 4451            |
| Черёмухово         | 26 км                | 4465            |
| Третий Северный    | 7 км                 | 1837 (2010 год) |
| Покровск-Уральский | 8 км                 | 1160 (2010 год) |
| Баяновка           | 14 км                | 437 (2010 год)  |
| Бокситы            | 8 км                 | 81 (2010 год)   |

Североуральск является административным центром муниципального образования «Североуральский муниципальный округ». В него также входят 6 посёлков: Калья, Черёмухово, Третий Северный, Покровск-Уральский, Баяновка и Бокситы и две сельские территории Сосьва и Всеволодо-Благодатское.

## Органы управления
Североуральск является административным центром Североуральского муниципального округа. Как город Североуральск появился 27 ноября 1944 в результате выведения посёлка Петропавловского из состава пригородной зоны Карпинска с последующим переименованием и наделением статуса города областного подчинения. 2 апреля 1947 года городу Североуральску были подчинены рабочие посёлки Черёмухово с населённым пунктом Кедровое, Покровск-Уральский с населённым пунктом Баяновка, Калья с населёнными пунктами Второй и Третий Северный. Указом Президиума Верховного Совета от 14 февраля 1952 года Всеволодо-Благодатский сельсовет передан из пригородной зоны Ивделя в состав пригородной зоны Североуральска. Таким образом сформировалась административно-территориальная единица Свердловской области с центром в Североуральске. 17 декабря 1995 по итогам местного референдума образовалось муниципальное образование город Североуральск, переименованное с 1 января 2006 года в Североуральский городской округ, а с 1 января 2025 года в Североуральский муниципальный округ.

## Органы власти и госучреждения
Главой Североуральского городского округа по результатам конкурса, проведённого в сентябре-октябре 2017 года, избран Василий Петрович Матюшенко. В соответствии с решением Думы Североуральского городского округа Глава вступил в должность в день публичного принятия присяги — с 11 октября 2017 года.
С сентября 2021 года (официально с 27 апреля 2022 года) Главой Североуральского городского округа назначена Светлана Николаевна Миронова.
Представительный орган местного самоуправления — Дума муниципального округа Североуральск. Состоит из 20 депутатов, избираемых населением города на муниципальных выборах сроком на 5 лет

### Главы города
Председатели исполнительного комитета Североуральского городского Совета депутатов трудящихся (с 1977 года — народных депутатов), мэры города (с 1996 года):
- Царьков Николай Иванович (1944—1957)
- Казанцев Владлен Владимирович (1974—1987)
- Бирюков Сергей Михайлович (1996—17 декабря 2000)
- Абдин Иван Романович (17 декабря 2000—5 декабря 2004)
- Брежатенко Василий Николаевич (5 декабря 2004—8 ноября 2009)
- Фролов Юрий Николаевич (26 марта 2010—12 октября 2010)
- Волосняков Дмитрий Александрович (12 октября 2010—18 декабря 2012)
- Ильиных Владимир Алексеевич (18 декабря 2012—11 марта 2014)
- Меньшиков Борис Васильевич (12 марта 2014—20 марта 2017)
- Матюшенко Василий Петрович (6 октября 2017—14 февраля 2022)
- Миронова Светлана Николаевна (с 27 апреля 2022)

## История

### До 1758 года
До начала XVII века территория, которую ныне занимает Североуральск и соседние с ним земли, была частью Югры. Эти земли были заселены коренным населением — народом вогулов (манси). Проникновения русских отрядов дружинников (ушкуйников) начались с территории ранее освоенного Предуралья. От Чердыни шёл водный путь через Уральский хребёт в Югру и Сибирь: отряды поднимались вверх по Вишере в Велс, далее волоком до речки Тальтии, затем по Ивделю в Лозьву, Тавду, Тобол. Ключевую роль в освоении Северного Урала сыграл Верхотурский уезд. Ясашная книга верхотурского уезда 1625—1626 годов упоминает 24 юрта вогулов на территории от Лозьвы и Лангура до Уфы и Чусовой. На территории, которую ныне занимает Североуральский район, ясаком были обложены 9 юрт, расположенных на Вагране (вагранские вогулы). С 1740-х годов верхотурские рудознатцы начали активные поиски полезных руд в северных территориях в урочищах рек Турьи, Колонги, Ваграна, Кальи, Сосьвы. В качестве проводников и поисковиков коренные народы этих мест сыграли заметную роль в открытии первых рудных месторождений и в прокладке первых дорог на территории, которую занимают нынешний Североуральский и соседний с ним городские округа. До 1757 года север нынешней Свердловской области был отдалённым от основных крупных поселений, необжитым краем, а река Ляля — естественной северной границей русских поселений в Верхотурском уезде. Быстрое освоение этих территорий началось с открытия железных руд в низовьях реки Колонги русским первопроходцем Максимом Походяшиным.

### Возникновение поселения
В декабре 1757 года верхотурский купец Максим Походяшин получил разрешение на постройку завода для разработки железных руд. 5 (16) мая 1758 года было начато его строительство. Новый завод получил название Петропавловский. Одновременно строится первый деревянный православный храм Петра и Павла (строительство каменного храма завершилось в 1798 году), энергично продолжается поиск руд и новых удобных мест под заводы.
Инициативы горнозаводчика всячески поддерживало государство: с помощью «Канцелярии главного заводов правления» Походяшин сумел привлечь к налаживанию производства лучших мастеровых. Сенат издал Указ о приписке к его заводам 4200 государственных крестьян Чердынского уезда сроком на 10 лет. Первый чугун в Петропавловском заводе был выплавлен 26 июня (7 июля) 1760 года. Однако открытие нескольких богатых медных рудников побудило Походяшина перевести завод на выплавку меди. Первую медь на заводе получили 1 мая 1761 года. Окончательно строительство завода завершилось в 1764 году.

### Село Петропавловское
Ко второй половине XVIII века горнозаводской посёлок быстро разросся, превратившись в полноценное поселение. На 1789 год в Петропавловском было 160 дворов (136 мужчин и 133 женщины) и в окрестностях при различных очагах разработки руды — 367 дворов (275 мужчин, 303 женщины). На медеплавильном заводе уже к 1766 году действовали домна, 15 медеплавильных печей, два молота и 12 горнов. Руду доставляли из Воскресенского рудника и медных рудников с верховий Ваграна, из Турьинских рудников. С 1767 по 1776 год завод выплавлял в среднем около 15 тысяч пудов чистой меди ежегодно, что ставило его в один ряд с крупнейшими медеплавильными предприятиями страны. Благодаря своим отличным качествам, вся медь шла на чеканку монеты.
Однако к концу столетия, одновременно с повышением роли соседнего Богословского завода (ныне Карпинск), Петропавловский рудник стал терять своё значение, постепенно пришёл в упадок и после смерти Походяшина, был продан в 1791 году государству. В 1827 году он закрывается из-за нерентабельности производства (отсутствия разведанного сырья и дороговизны транспортировки руд из Воскресенского и Турьинских рудников), ветхости заводских строений и оборудования, проблем сохранения воды в заводском пруду, которая уходила в карстовые полости.
К 1834 году в Петропавловском проживало без малого 800 человек. Закрытие завода осложнило положение населения. Возрождение оказалось возможным благодаря открытию в 1826 году берг-гешвореном (чиновник горного дела XII-го класса) Александром Чеклецовым, уроженцем Турьинских рудников, россыпного золота на притоках Сосьвы (Мостовая, Малая Пуя). Это событие явилось началом нового этапа промышленного освоения богатств района.
Основными занятиями местного населения в XIX веке были золотодобыча, охота и рыболовство, извоз. К концу столетия в селе проживало 667 жителей (1897).
В 1906 году начались лесопромышленные работы, несколькими годами ранее, в 1904 году возобновилась добыча железной руды на Покровском руднике (ныне Покровск-Уральский). Это привлекло сюда рабочих из Вологодской и Вятской губерний, Турьинских рудников и других ближних и дальних мест. Население района медленно, но растёт. В Петропавловском в 1908 году проживало 624 жителя, в 1916—694, в 1926—822. Резкий рост численности населения в 30-х годах XX века связан с переселением сюда раскулаченных и репрессированных из разных районов СССР.

### Образование города
Экономическое положение района и его хозяйственное значение коренным образом изменилось с открытием в 1931 году инженером-геологом Николаем Каржавиным месторождения бокситов «Красная Шапочка». 2 апреля 1934 года был создан Северо-Уральский бокситовый рудник (СУБР), ставший градообразующим предприятием. Одновременно с добычей боксита строится жильё и объекты соцкультбыта. Особенно интенсивно СУБР развивается в годы Великой Отечественной войны, являясь стратегически важным поставщиком сырья для выплавки алюминия, шедшего на военные нужды. 4 октября 1938 года посёлки Петропавловский и Бокситы были объединены в рабочий посёлок Петропавловский. В 1940 году в Петропавловском насчитывалось уже 3500 жителей и всего 330 домов. Такая перенаселённость была связана с острой нехваткой жилья для прибывавших на строительство СУБРа. 27 ноября 1944 года посёлок Петропавловский получает статус города областного подчинения с новым названием — Североуральск. К этому времени население города с учётом подчинённых посёлков составляло 15 220 человек.
С открытием новых месторождений боксита СУБР становится главной рудной базой советского алюминия.
1 февраля 1963 года Совет депутатов трудящихся города Североуральска передан в подчинение Свердловскому областному Совету депутатов трудящихся.

### Послевоенная история
В 1950-х годах началось массовое жилищное строительство капитальных шлакоблочных и кирпичных домов, построено нынешнее здание железнодорожного вокзала. В эти же годы был возведён комплекс Больничного городка, который занимает целый квартал.
Одной из архитектурных достопримечательностей города является улица Мира, застроенная трёх-, четырёх- и пятиэтажными домами. Улица застроена в едином стиле и является симметричной по внешнему виду домов чётной и нечётной стороны. Улица известна своей аллеей, вдоль которой в два ряда высажены более 200 лиственниц. Лиственничная аллея представляет собой единое целое совместно с архитектурным ансамблем улицы Мира и образует центральную часть города.
В 1960-е годы, после ввода в эксплуатацию завода ЖБИ, в городе и посёлках активно строились крупнопанельные и крупноблочные дома. В городе и посёлках насчитывается порядка 1 млн м² жилой площади. В 1960-е годы, в связи с выработкой наклонных шахт и исчерпанием верхних пластов месторождений боксита, началось строительство мощных вертикальных шахт. Глубина проходки стволов шахт достигала 600—800 метров. В эти годы были введены в эксплуатацию шахты (по удалению от города) — № 16-16бис, № 15-15бис, № 14-14бис, № 13-13бис, «Черёмуховская». В 1969 году была построена Центральная котельная взамен устаревшей Центральной электростанции (построенной в 1940 году главным образом для генерации электроэнергии).

### Современный период
- Площадь Мира в Североуральске
- Площадь мира зимой
- Начало улицы Мира — лиственничная аллея
- Памятник в честь основания Североуральска
- Памятник Борцам Революции на Привокзальной площади
- 7-й микрорайон; сентябрь 2016

В настоящее время город по-прежнему ориентирован на работу градообразующего предприятия — Севуралбокситруда. За последние несколько лет введены в эксплуатацию две новые шахты — «Новокальинская» и «Черёмуховская-Глубокая», что позволило сохранить добычу боксита на прежнем уровне. Новые предприятия не создаются, однако стабильная и с хорошей среднесрочной перспективой работа градообразующего предприятия выгодно отличает Североуральск от соседних Ивделя, Волчанска, Карпинска, в которых подобные предприятия прекратили существование.

## Экономика
Распоряжением Правительства РФ от 29 июля 2014 года № 1398-р «Об утверждении перечня моногородов» город включён в категорию «Монопрофильные муниципальные образования Российской Федерации (моногорода) с наиболее сложным социально-экономическим положением».
В 2016 году городской бюджет составлял по доходам: 1201,396 млн руб.; по расходам: 1222,945 млн руб.
В 2016 году бюджет Североуральского городского округа составил: доходы 1 201 396 тысяч рублей; расходы 1 222 945 тысяч рублей; дефицит бюджета — 21 549 тысяч рублей.

### Промышленность

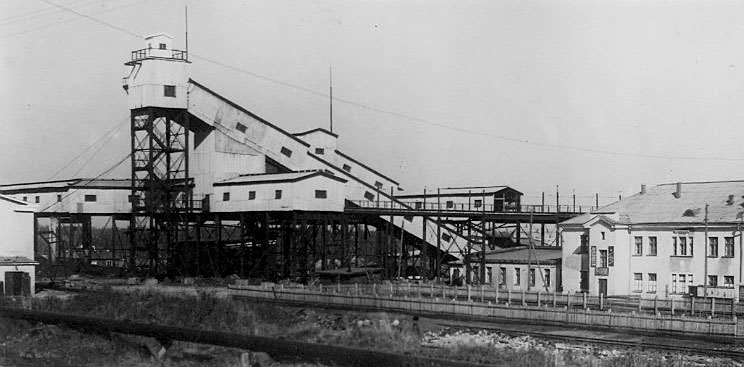
Наклонная шахта в Североуральске. Снимок 50-х годов
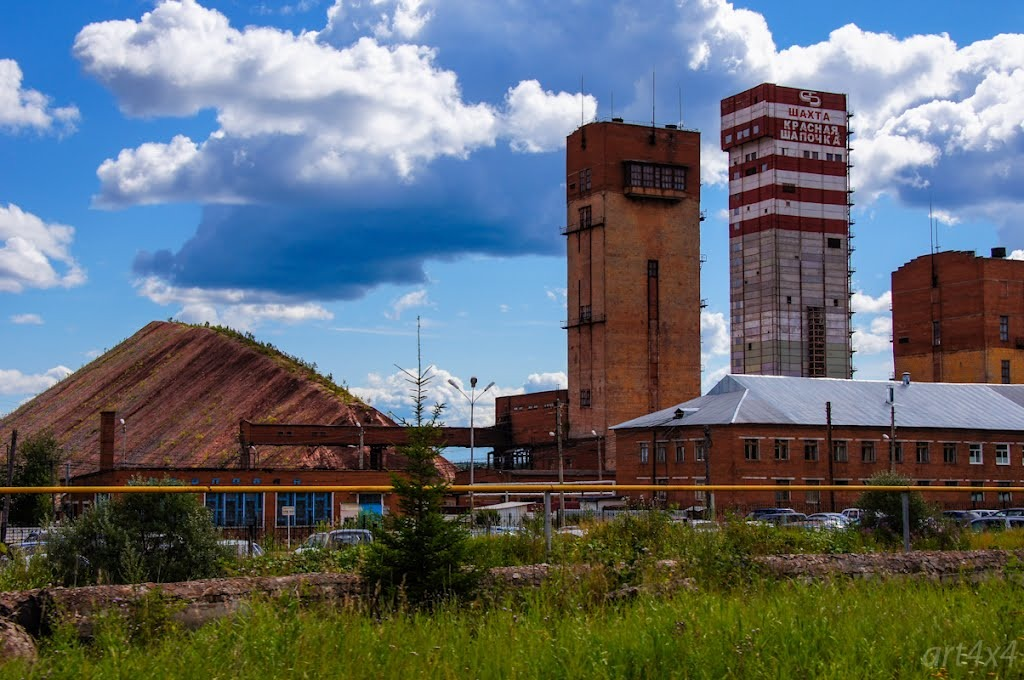
Шахта «Красная Шапочка»
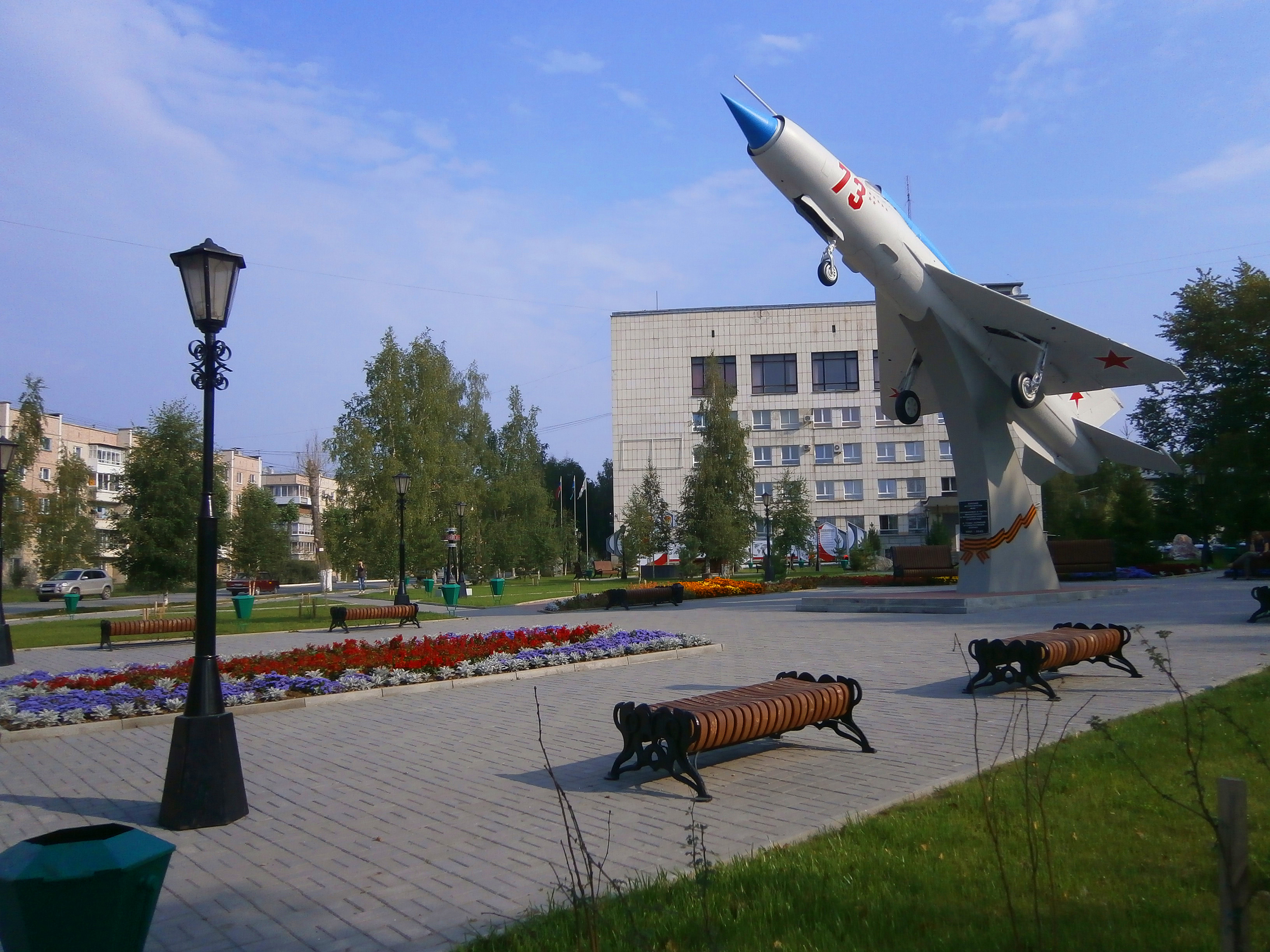
Самолёт Миг-21 в сквере возле управления ОАО «СУБР»

Североуральск — типичный моногород, крупнейший в стране центр добычи бокситов, в отрасли занята подавляющая часть работающего населения города. В окрестностях города имеется несколько месторождений бокситовых руд, активная разработка которых началась ещё в 30-е годы XX века, к 2006 году на шахтах было добыто 200 млн тонн руды. По оценкам, месторождения выработаны пока только на 40 %, однако труднодоступность бокситов и большие затраты на разработку делают месторождения менее рентабельными. Большие затраты связаны с тем, что так называемое рудное тело имеет в разрезе наклон и по мере отработки рудных горизонтов и целых шахт, приходится строить новые, более глубокие горизонты, прокладывать более протяжённые коммуникации.
Около Североуральска залегают крупные месторождения бокситовых руд с высоким содержанием оксида алюминия (до 60 %). Градообразующее предприятие — АО «Севуралбокситруда» (СУБР), контролируемое РУСАЛом. Наиболее крупные месторождения боксита: «Красная Шапочка», Кальинское, Сосьвинское, Юртищенское и другие. Разработка ведётся пятью шахтами: «Черёмуховская», «Красная Шапочка» (пос. Третий Северный), «13—13-бис» («Кальинская»), «Ново-Кальинская» (пос. Калья), «16—16-бис» (Североуральск). В апреле 2015 году введена в эксплуатацию шахта «Черёмуховская-Глубокая», ставшая на тот момент самой глубокой шахтой России (1550 метров). По прогнозам, шахта обеспечит добычу 1 млн. 350 тыс. тонн боксита в год. Шахта 16-16-бис прекратила добычу руды и в настоящее время используется как дренажная. В 2016 году прекращена добыча руды, а также другие работы на шахте «Красная шапочка». С 2017 года предприятие по сути ведёт работы тремя шахтами: «Кальинской», «Ново-Кальинской» и «Черёмуховской-Глубокой».
В окрестностях города заготавливается древесина (Вагранский и Североуральский Леспромхозы), в окрестностях города работает карьер и дробильно-сортировочная фабрика, производящая известняк.
Город в советское время имел развитую строительную базу. Трест «Бокситстрой» выполнял большой объём промышленного и гражданского строительства. В городе с 1967 года работает швейная фабрика, а также заводы: кирпичный, железобетонных изделий, фабрика бытового обслуживания, хлебозавод, пивобезалкогольный завод, госпромхоз, молочный завод. По состоянию на сентябрь 2012 года из перечисленных предприятий работают завод ЖБИ, пивобезалкогольный завод, швейная фабрика, фабрика бытового обслуживания «Кедр». Кирпичный и молочный заводы прекратили своё существование в 90-е годы XX века, хлебозавод был закрыт в конце 2000-х годов.

## Транспорт
В городе есть несколько маршрутов:
- Автовокзал — Бокситы

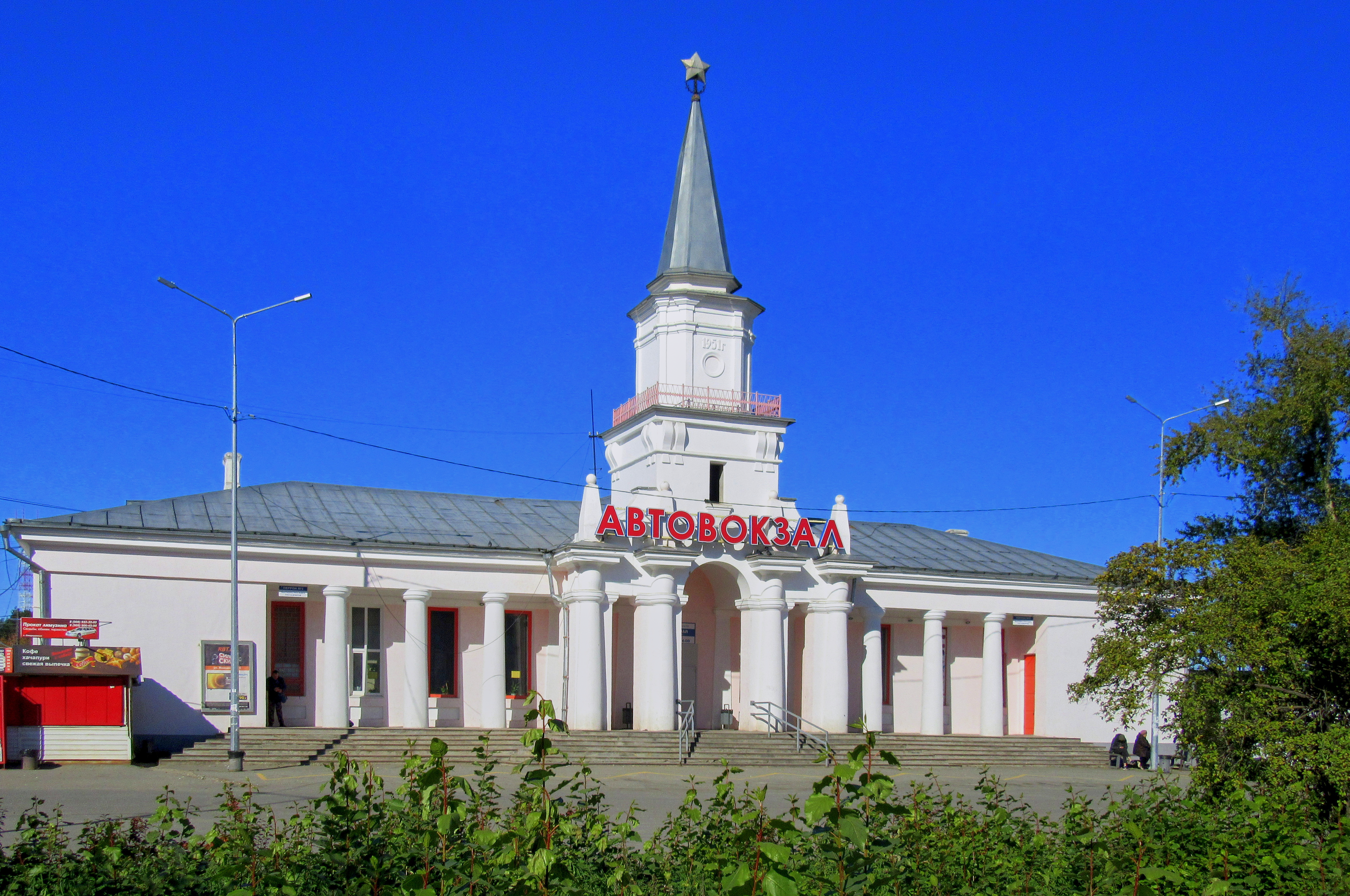
Автовокзал в Североуральске

- Остановка «Красная Шапочка»-Городское Кладбище
- Автовокзал — Калья
- Автовокзал — Всеволодск
- Автовокзал — Покровск Уральский
- Автовокзал — Баяновка
- Автовокзал — Крутой Лог
- Остановка «Красная Шапочка»-Автовокзал

В летний период ходят Автобусы до садов:
- Автовокзал — Три Брата
- Автовокзал — Второй Северный
- Автовокзал — Подсобное
- Автовокзал — Коноваловка

Автодороги идут в направлении Екатеринбурга. Ведётся строительство дороги Серов — Ивдель, которая является частью масштабного проекта Пермь — Серов — Ханты-Мансийск, финансируемого из федерального бюджета Строительство дороги завершено 18 октября 2013 года. Ссылки есть в статье Северный широтный коридор.
Трасса регионального значения — Серовский тракт
| №  | Город          | по прямой, км | по дорогам, км |
| -- | -------------- | ------------- | -------------- |
| 1  | Краснотурьинск | 45            | 61             |
| 2  | Карпинск       | 43            | 50             |
| 3  | Волчанск       | 25            | 28             |
| 4  | Новая Ляля     | 127           | 159            |
| 5  | Верхотурье     | 151           | 191            |
| 6  | Нижняя Тура    | 171           | 221            |
| 7  | Качканар       | 164           | 259            |
| 8  | Ивдель         | 66            | 82             |
| 9  | Красноуральск  | 200           | 254            |
| 10 | Верхняя Тура   | 199           | 249            |

В Североуральске имеется железнодорожный и автомобильный транспорт. На протяжении нескольких десятилетий курсировал пассажирский поезд «Свердловск — Североуральск», однако с июня 2013 года он был отменён в связи с убыточностью маршрута. Автобусы совершают несколько рейсов ежедневно до Екатеринбурга и один рейс до Перми. Ближайшее пассажирское железнодорожное сообщение находится в Серове (90 км к югу) или в Ивделе (80 км на север). После многочисленных обращений к региональным властям и РЖД были организованы мультимодальные перевозки, включающие в себя электропоезд «Бокситы — Серов» (либо автобус по тому же маршруту) и пересадка в Серове на проходящий поезд до Екатеринбурга.
До начала 2000-х годов автомобильная дорога на север области практически отсутствовала, добраться до города Ивдель можно было только по грунтовой, сильно разбитой дороге. Дорога от Серова до Волчанска была асфальтирована, от Волчанска была грунтово-щебёночной. Со строительством федерального транспортного коридора «Пермь — Томск» ситуация поменялась. За десятилетие была построена автодорога «Серов — Североуральск». Время в пути от Серова до Североуральска сократилось с 3 часов до 1 часа, отпала надобность проезда через города, часть из которых обладала сильно растянутой транспортной инфраструктурой (Краснотурьинск, Волчанск). Далее на север строительство было продолжено до Ивделя по уже имеющемуся старому тракту. Затем дорога была построена до границ Свердловской области и Ханты-Мансийского автономного округа с выходом к Югорску, Нягани, Приобью, Ханты-Мансийску.
Железнодорожный транспорт используется только для товарного сообщения, главным образом для нужд добывающей и строительной промышленности (вывоз бокситов, известняка, щебня, строительных конструкций). Железная дорога от Серова до ст. Бокситы электрифицирована, находится в ведении РЖД, на Североуральск имеется ответвление 5 км от ст. Бокситы на тепловозной тяге и далее на север до пос. Черёмухово 25 км. Данные пути являются собственностью ОАО «СУБР». От ст. Бокситы железная дорога имеет продолжение до ст. Покровск-Уральский, 8 км. Данное направление также электрифицировано, используется главным образом для вывоза щебня. В советское время осуществлялось регулярное пассажирское сообщение двумя составами: «Североуральск-Свердловск» и «Североуральск-Серов» в ежедневном режиме. У поезда «Североуральск-Свердловск» имелся прицепной вагон до посёлка Покровска-Уральского. Летом 2017 года демонтированы дополнительные пути на ж/д станции Североуральск, примыкавшие к перрону вокзала и использовавшиеся для посадки/высадки пассажиров курсировавших пассажирских поездов. Таким образом пассажирское железнодорожное сообщение, прекращённое в 2013 году из-за убыточности маршрута, с 2017 года стало невозможно технически.
С 20 января 2023 года Свердловская железная дорога назначает в ежедневное курсирование скорые пригородные поезда «Ласточка» сообщением Екатеринбург — Серов — Бокситы (город Североуральск).
В Североуральске имеется недействующий в настоящее время аэропорт. В советское время и 90-е годы из аэропорта выполнялись регулярные рейсы в Свердловск (аэропорт Уктус) на самолётах Ан-24 и Ан-28 (прямые рейсы), Ан-2 (с посадками в населённых пунктах области). Особенность аэропорта в том, что это единственная на севере области капитальная железобетонная взлётно-посадочная полоса, способная принимать воздушные суда типа Ан-24 и Як-40. В виде эксперимента в конце 80-х годов выполнялись рейсы в Москву (аэропорт Быково) с промежуточной посадкой в Кирове.

## Связь

### Телефония
В городе присутствуют 7 основных компаний, предоставляющие услуги фиксированной телефонной связи:
- «Мотив»,
- «Ростелеком»,
- t2,
- «МТС»,
- «МегаФон»,
- «Билайн».

Всего в городе по состоянию на 2006 год было установлено порядка 13 тысяч стационарных телефонов. Номера состоят из 5 цифр. Международный телефонный код города — (34380). До 2007 года код города был (34310).

### Средства массовой информации
Телевидение
Телевидение пришло в Североуральск в 1991 году. Была основана Городская Информационная Студия Телевидения ГИС ТВ. В октябре 2003 ГИС ТВ была ликвидирована. В настоящее время в Североуральске работает телекомпания Новости СУБРа
Газеты и журналы
- ПроСевероуральск
- Наше Слово
- Североуральские Вести

Радиовещание
- 69,02 УКВ — (Молчит) Радио Маяк
- 73,25 УКВ — (Молчит) Радио России / Радио Урала / Радио Урала
- 87,7 FM — Радио Воскресение
- 88,5 FM — Радио России / Радио Урала
- 89,7 FM — Волна FM
- 92,2 FM — Благодать FM
- 105,4 FM — Пилот FM

## Культура и социальная сфера

### Учреждения образования и культуры

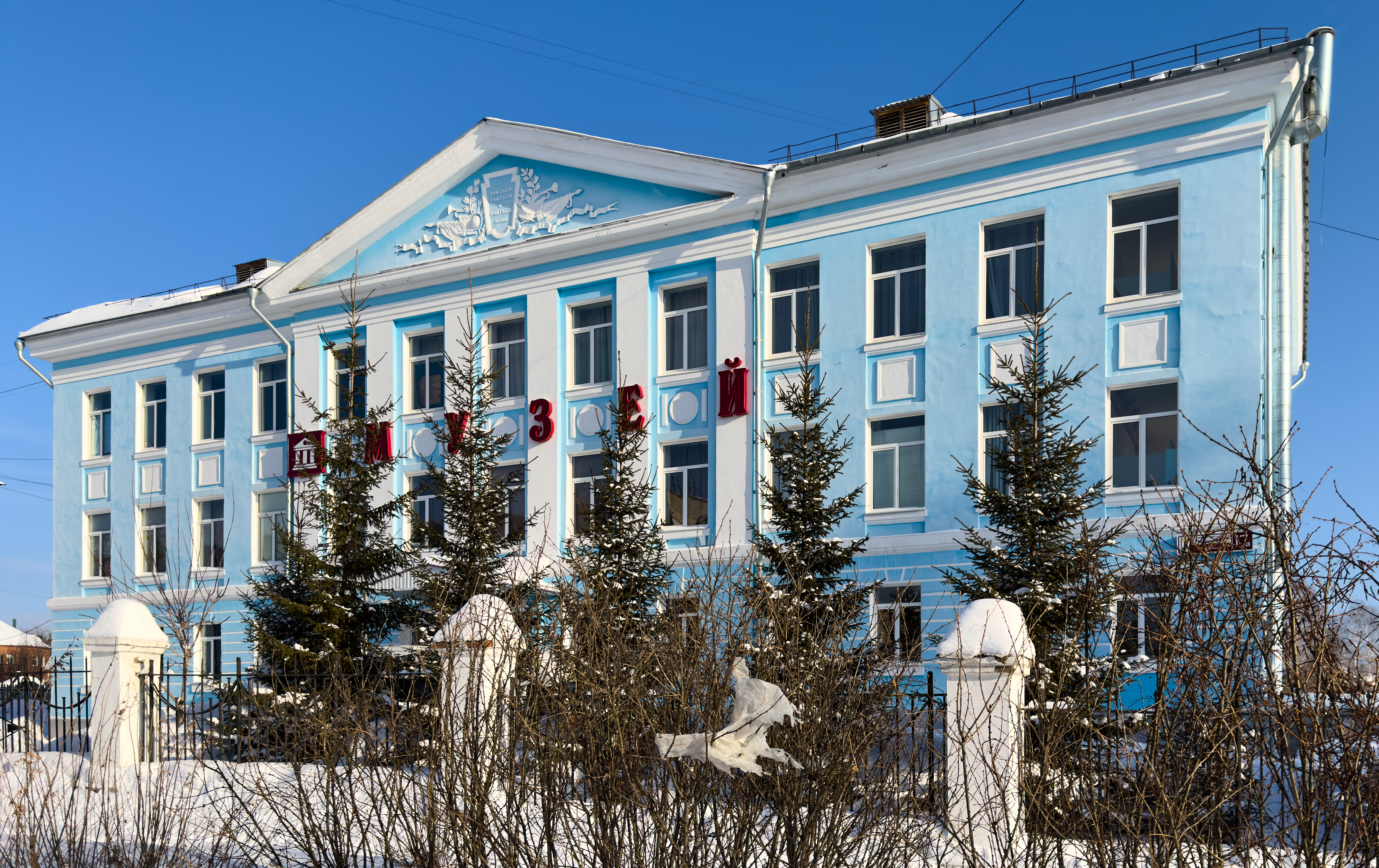
Североуральский краеведческий музей

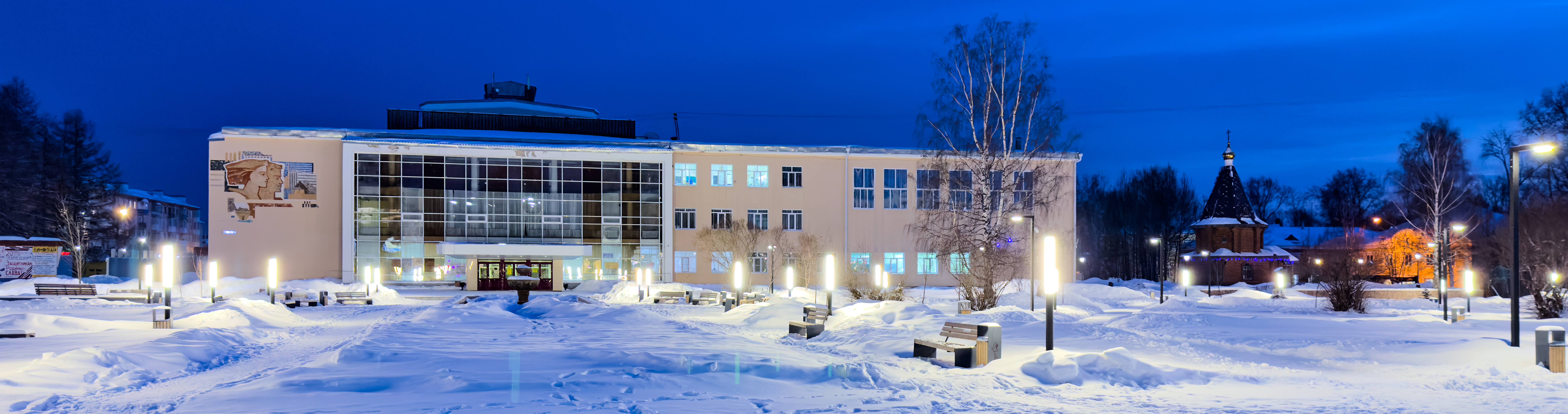
ДК Современник

В городе работают 5 средних общеобразовательных школ, 11 детских садов и яслей, детская школа-интернат, детская художественная школа и школа искусств, межшкольный учебный комбинат. В городе действует филиал Уральского государственного горного университета, политехникум. В городе действуют дома культуры «Современник», городской краеведческий музей, Центральная городская библиотека. В городе издаются три городские газеты: «Наше слово», «ПроСевероуральск» и «Североуральские Вести» . В Североуральске ведёт активную деятельность несколько общественных организаций, в том числе «Зелёный дозор».

### Спортивные объекты

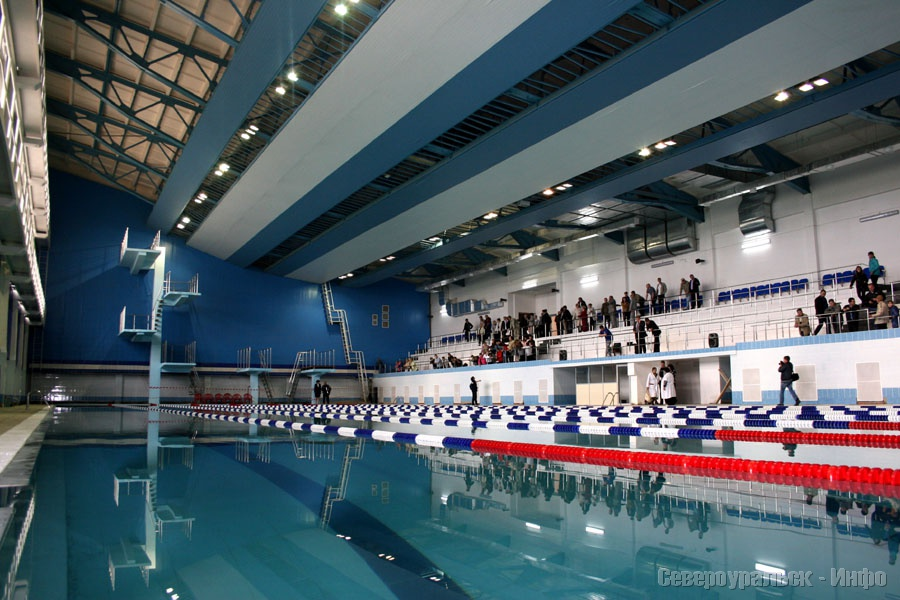
Бассейн «Нептун»

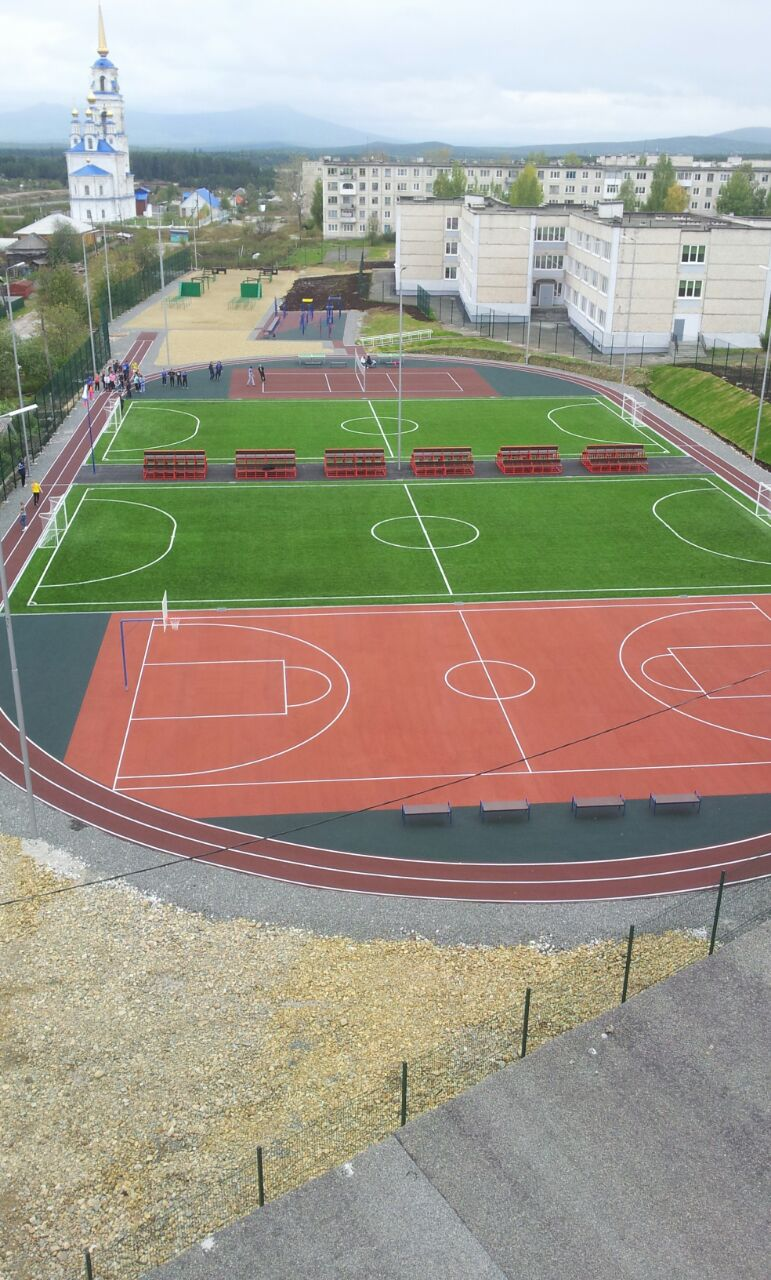
Стадион школы № 8

В городе имеется плавательный бассейн «Нептун», построенный в 1974 году по типовому проекту на 8 плавательных дорожек длиной 50 метров с вышками для прыжков в воду (4 уровня) и детской ванной. Кроме этого в здании бассейна есть спортзал для игр в волейбол, баскетбол, мини-футбол, гандбол, а также есть ряд небольших помещений, используемых под другие виды спорта. В связи с ремонтом бассейн был закрыт несколько лет, с 2004 по 2011 год. Первые годы предпринимались неудачные попытки ремонта, в связи с чем потребовалось вмешательство правительства Свердловской области и губернатора Мишарина А. С. Бассейн был не только отремонтирован, но и подвергся значительной реконструкции. Ближайший плавательный бассейн с длиной дорожки 50 метров находится в Серове.
Уделяется внимание спортивным сооружениям открытого типа. Реконструированы стадионы при школах № 1 и № 8 с использованием современных технологий и материалов (искусственное покрытие).

### Храм Петра и Павла

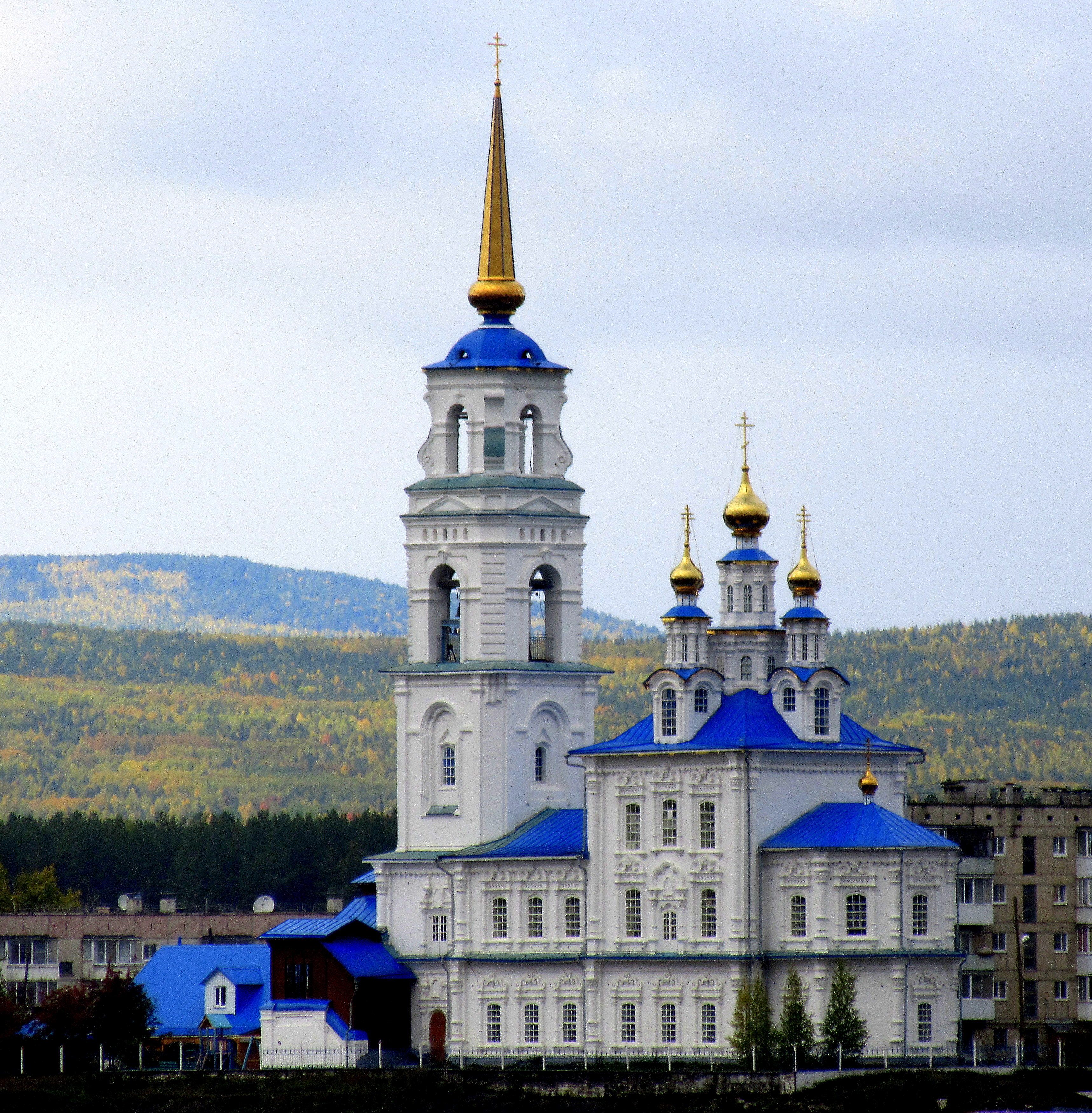
Храм Петра и Павла

Строительство первой церкви в Петропавловском заводе началось одновременно с его открытием. Первая деревянная церковь была построена в 1758-59 и освящена в честь святых Петра и Павла. Церковь располагалась на высоком скалистом уступе, на левом берегу Колонги, в 500 метрах выше её впадения в Вагран. Однако простояла церковь недолго, и после случившегося пожара она стала непригодна для богослужений. Поэтому в 1767 году на средства Походяшина с благословения Тобольского митрополита Павла был заложен фундамент для нового, каменного храма. Он располагался на 38 метров ближе к Колонге. Из-за смерти Походяшина работы растянулись на 30 лет; нижний этаж был готов в 1787 году и освящён в честь Казанской иконы Божьей Матери, а верхний — в 1798 году (в честь святых апостолов Петра и Павла).
Общая высота строения составила 57,5 м, длина — 37,81 м, ширина — 12,25 м. На колокольне были установлены 8 колоколов общим весом 5,8 тонны.
За все годы существования храм почти не изменил внешний облик, только в 1993 году было надстроено крытое крыльцо над папертью, закрывавшее лестницу на второй этаж.
В 1930 году, после открытия в посёлке месторождения бокситов, в Петропавловском была создана геологическая партия, которая разместилась в церкви, создав там клуб «Красная шапочка». В годы Великой Отечественной войны здесь устроили общежитие, в нём разместили более 600 человек, мобилизованных и призванных из разных областей страны на строительство новых шахт, карьеров и посёлков. После окончания войны в храме размещались различные склады, конторы, мастерские. Несколько лет в нём был клуб Петропавловского леспромхоза, а затем мастерская по изготовлению гробов. За первые 20 лет после закрытия церкви была разворована чугунная ограда изысканного литья, снесены и застроены складами надгробия могил священников, а внутреннее убранство полностью разрушено. Несмотря на многочисленные письменные жалобы жителей, местные органы власти не предпринимали никаких действий для защиты памятника культуры.
В 1960 годуа Совет Министров РСФСР утвердил список памятников культуры, подлежащих государственной охране. В нём значилась и церковь св. Петра и Павла в городе Североуральске. В течение следующих лет неоднократно принимались решения о восстановлении церкви, однако фактически все оставалось на своих местах вплоть до конца 1980-х, когда активные действия православной общины, в частности поездка в Москву в приёмную совета по делам религий, не увенчались успехом, и 24 ноября 1988 на заседании исполкома городского Совета народных депутатов было решено передать храм в руки верующих. 26 октября 1989 года был освящён первый этаж и состоялась первая литургия.
В архитектурном плане храм является образцом сочетания московского барокко и провинциального классицизма середины XIX века. К барокко относятся два первых яруса церкви. Наружная отделка кружальных элементов выполнена специальным фасонным кирпичом. Трёхъярусная колокольня построена в классическом русском стиле и состоит из неярко выраженных элементов: восьмерик на четверике.

### Шуховская деревянная градирня

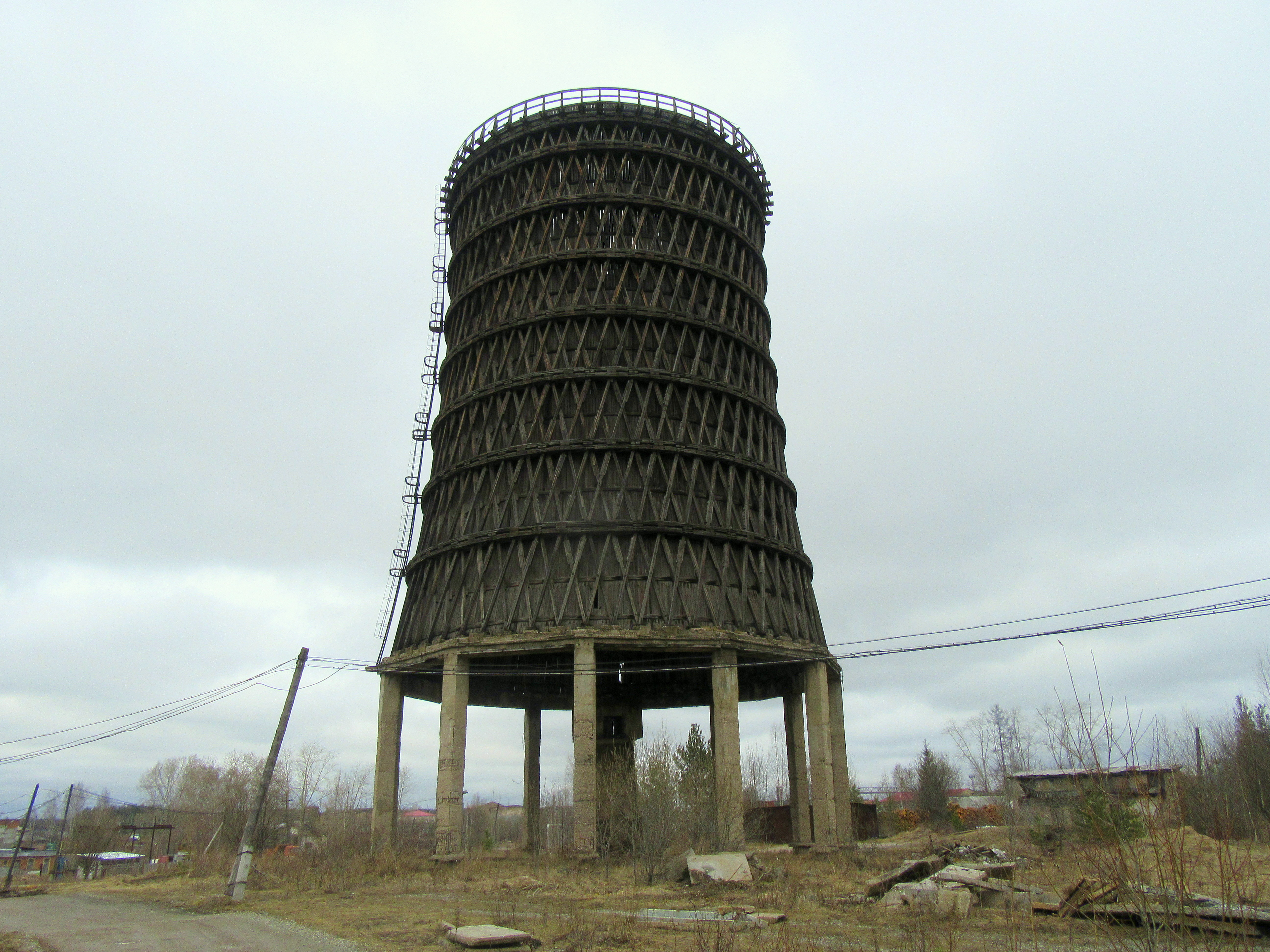
Шуховская деревянная градирня

Североуральск может похвастаться единственным в России сохранившимся гиперболоидным сооружением из дерева — градирней теплоэлектроцентрали Североуральского бокситового рудника, построенной в 1948 году по проекту корифея ажурных конструкций В. Г. Шухова.

### Достопримечательности
Скалы Три Брата
Шаблон:Основая статья
Скалы Три Брата расположены на правом берегу реки Вагран на территории Петропавловского лесничества (кварталы 66, 84, 86) Североуральского лесхоза.
Светлое озеро
Шаблон:Основая статья
Светлое озеро в окрестностях города является памятником природы областного значения. Находится в трёх километрах (по прямой) от села Всеволодо-Благодатского в бессточной котловине. Это одно из глубоких озёр в Свердловской области. Побережье Светлого озера — место произрастания редчайших растений. С его восточного берега можно наблюдать прекрасный вид на гору Денежкин Камень, одну из высочайших вершин Северного Урала (1492 м).
Площадь озера — 3 км², средняя глубина озера — около 12 метров, местами доходит до 38 метров. Дно илистое. Окружено красивыми лесами и богато разной рыбой. Озеро входит в группу Всеволодо-Благодатских озёр, к которым относятся ещё Верхнее и Нижнее озёра. В водах озера обитают щука, окунь, ёрш.
На побережье озера работает база отдыха.

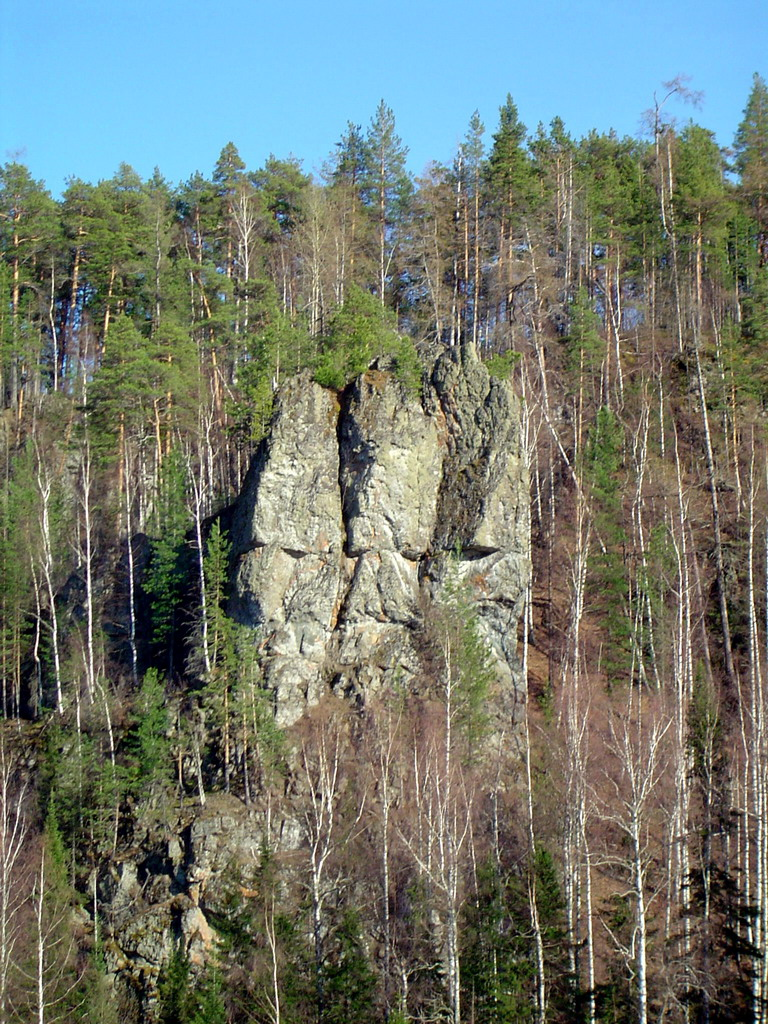
Скалы Три Брата в окрестностях Североуральска
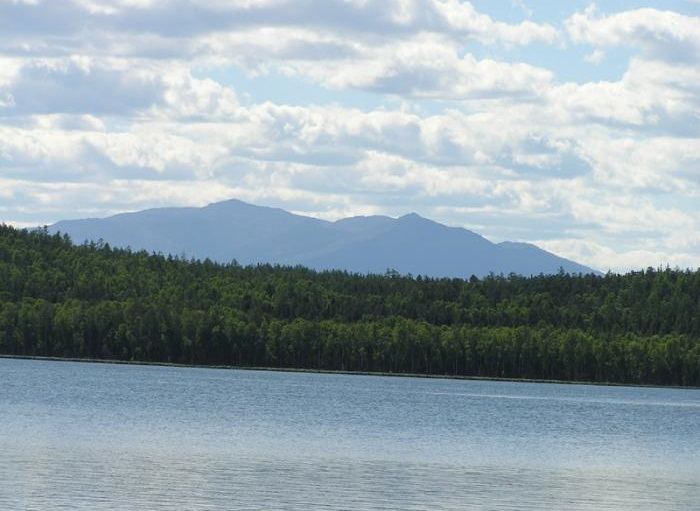
Светлое озеро — вид на Денежкин Камень
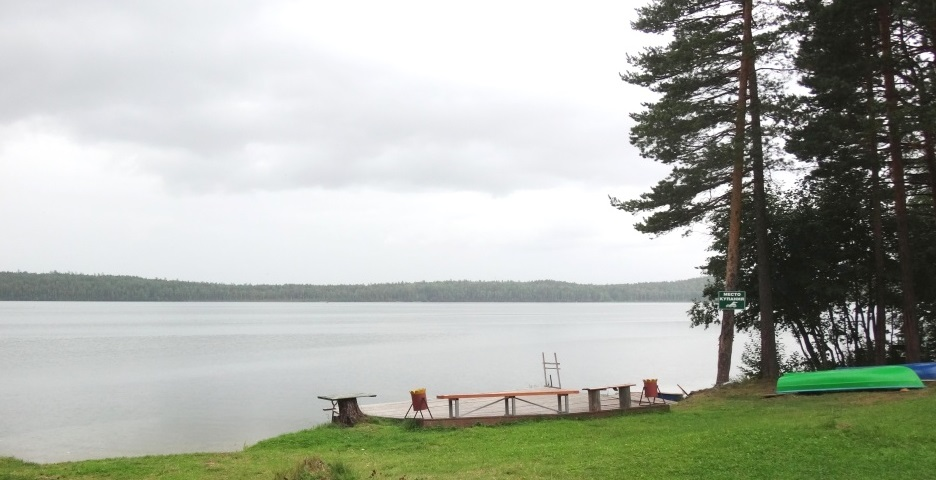
Берег Светлого озера со стороны базы отдыха